# Moyen Âge
Cet article concerne une période de l'histoire européenne. Pour les autres significations, voir Moyen Âge (homonymie).

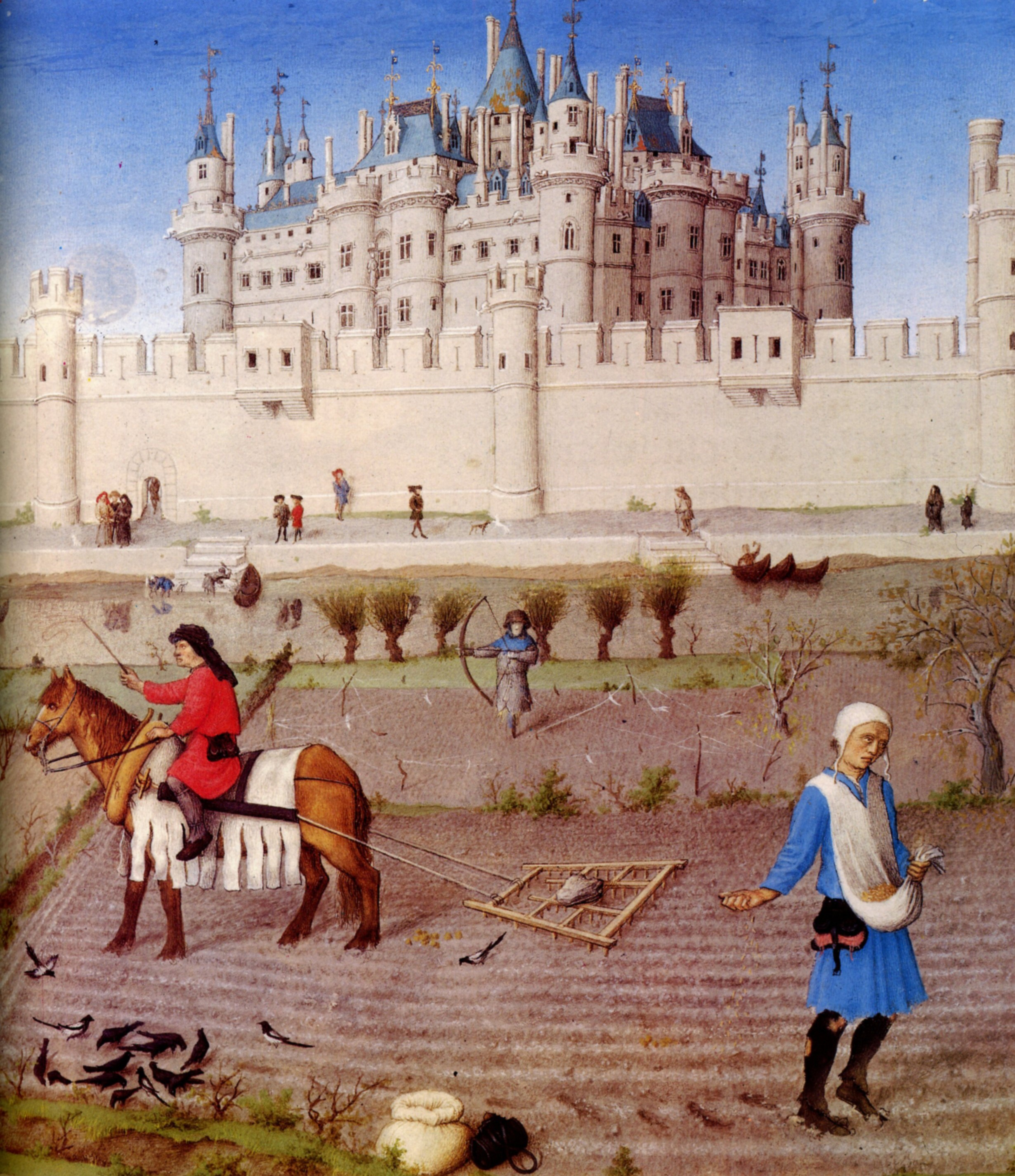
Le château fort, ici le Louvre, est l'une des constructions caractéristiques de la fin du Moyen Âge, remplaçant la motte castrale (les très riches heures du duc de Berry) au XIIe siècle.

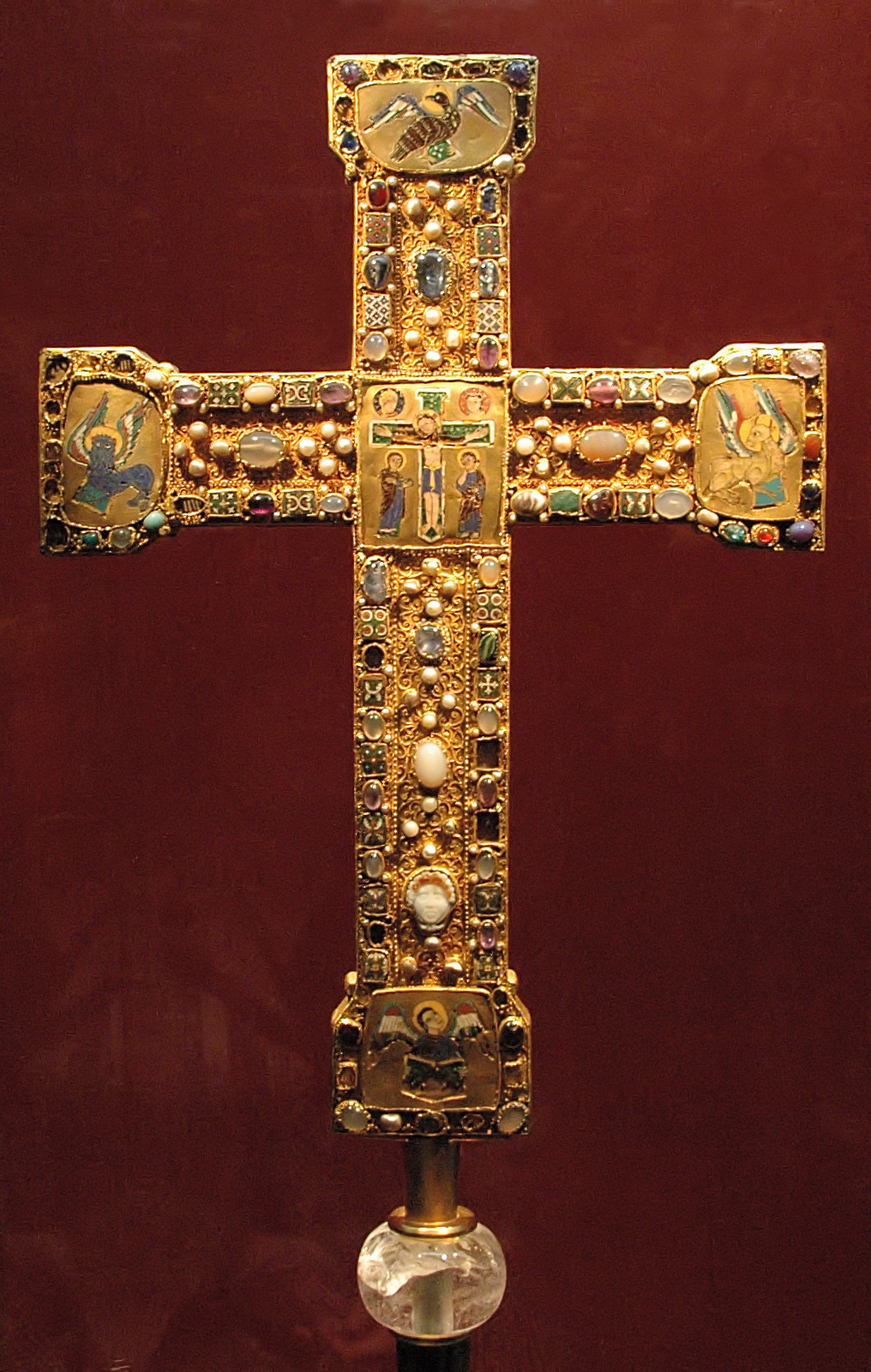
Croix de procession germanique du XIe siècle ; la religion chrétienne était un élément central de la société médiévale.

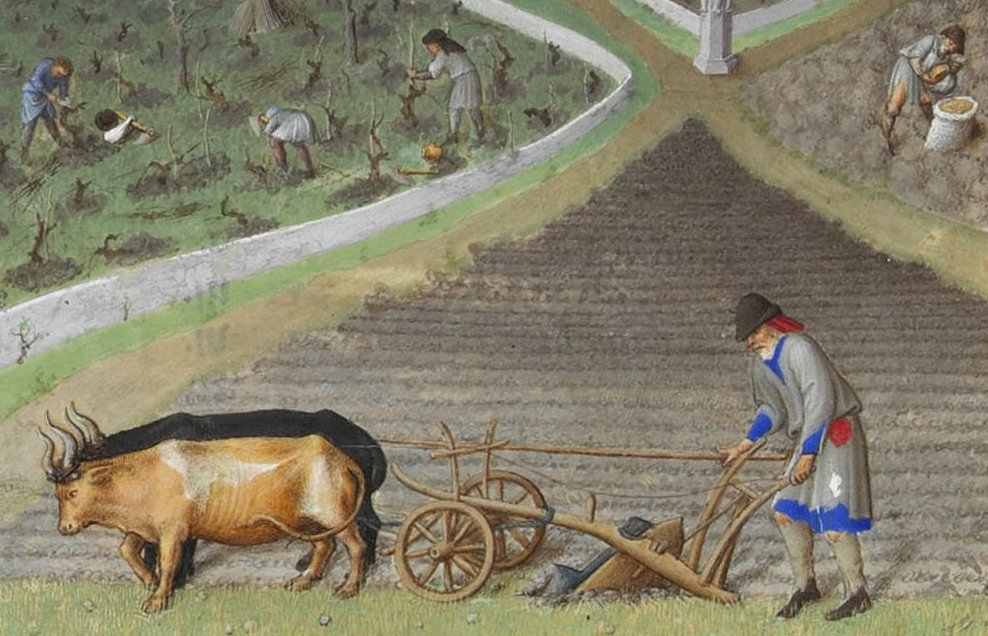
Labour dans Les Très Riches Heures du duc de Berry ; l'agriculture était la base de l'économie du Moyen Âge, tandis que la paysannerie formait la majorité du tiers état, l'un des trois ordres de la société médiévale avec le clergé et la noblesse.

Le Moyen Âge est une période de l'histoire de l'Europe, s'étendant du début du Ve à la fin du XVe siècle, qui débute avec le déclin de l'Empire romain d'Occident et se termine par la Renaissance et les grandes découvertes. Située entre l'Antiquité et les Temps modernes, la période est souvent subdivisée entre le haut Moyen Âge (Ve – Xe siècle), le Moyen Âge central (XIe – XIIIe siècle) et le Moyen Âge tardif (XIVe – XVe siècle).
La dépopulation, la désurbanisation et les migrations de l'Antiquité tardive se poursuivent durant le haut Moyen Âge et les envahisseurs ou migrants barbares fondent de nouveaux royaumes sur les territoires de l'ancien Empire romain d'Occident. La période est marquée par de profonds changements sociétaux et politiques ; la rupture avec l'Antiquité classique n'est cependant pas complète. La partie orientale de l'Empire romain survit aux bouleversements géopolitiques de la période et reste une puissance de premier plan sous le nom d'Empire byzantin. Il perd cependant une grande partie de ses territoires au Moyen-Orient et en Afrique du Nord au profit des califats musulmans au VIIe siècle. À l'ouest, la plupart des royaumes incorporèrent de nombreuses institutions romaines, tandis que l'expansion du christianisme fut marquée par la construction de nombreux monastères. Sous la dynastie carolingienne, les Francs établissent un empire couvrant la plus grande partie de l'Occident chrétien au IXe siècle avant de décliner du fait des tensions internes et des attaques Vikings au nord, hongroises à l'est et sarrasines au sud.
Après l'an mille, durant le Moyen Âge central, la population européenne augmente fortement grâce à des innovations techniques, qui permettent un accroissement des rendements agricoles. La société se réorganise selon les systèmes de la seigneurie, l'organisation des paysans en communautés cultivant la terre pour le compte des nobles, et de la féodalité, la structure politique par laquelle les chevaliers et la basse-noblesse servaient dans l'armée de leur suzerain en échange du droit d'exploiter leurs fiefs. Cette dernière institution connaît un déclin à la fin du Moyen Âge du fait des efforts de centralisation menés par les différents souverains dont l'autorité se renforce aux dépens de celle des seigneurs locaux. Les croisades, lancées pour la première fois au XIe siècle sont des expéditions militaires menées au nom de la foi catholique ; elles sont principalement destinées à reprendre le contrôle de la Terre sainte aux musulmans, mais visent également les croyances jugées hérétiques en Europe. La vie intellectuelle est marquée par la scolastique cherchant à concilier la foi et la raison et par l'apparition d'universités dans les grandes villes. La philosophie de Thomas d'Aquin, les peintures de Giotto, la poésie de Dante et de Chaucer, les récits de Marco Polo et l'architecture des grandes cathédrales gothiques comme celle de Chartres sont parmi les plus grandes réalisations de cette période.
Le Moyen Âge tardif est marqué par des famines, la peste noire et les guerres qui réduisent fortement la population de l'Europe occidentale tandis que l'Église catholique traverse de profondes crises politiques. Les changements culturels et technologiques de la période transforment néanmoins la société européenne et ouvrent la voie à la Renaissance et à l'époque moderne.

## Définition
Le Moyen Âge est une période historique de l'histoire de l'Europe délimitée par l'Antiquité et l'époque moderne. Les auteurs médiévaux divisaient l'Histoire en périodes inspirées de la Bible comme les « six âges du monde » et considéraient que leur époque était la dernière avant la fin du monde. Lorsqu'ils évoquaient la période dans laquelle ils vivaient, ils la qualifiaient de « moderne ». Dans les années 1330, l'humaniste et poète Pétrarque qualifiait l'époque pré-chrétienne d'antiqua (« ancienne ») et la période chrétienne de nova (« nouvelle »). Le Florentin Leonardo Bruni fut le premier historien à utiliser un découpage en trois périodes dans son Historiarium Florentinarum de 1442 car il considérait que le développement de l'Italie l'avait fait changer d'époque par rapport à celle de Pétrarque. L'expression de « Moyen Âge » apparut pour la première fois en latin en 1469 sous la forme de media tempestas (« saison intermédiaire ») dans l'avant-propos de l'Éloge de Nicolas de Cues par Giovanni Andrea Bussi puis de medium ævum (« moyen âge ») en 1604. La division en trois périodes de l'histoire fut popularisée au XVIIe siècle par Christoph Cellarius et est depuis devenue la norme.

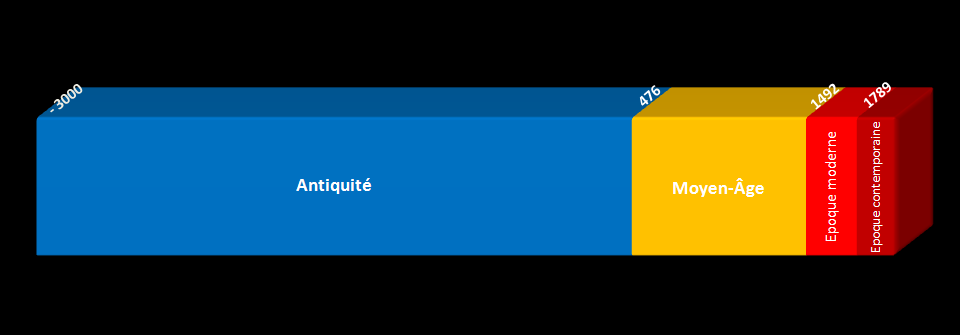
Schéma chronologique des quatre époques de l'Histoire selon les historiens français.

La date admise le plus communément pour le point de départ du Moyen Âge est l'année 476, quand le dernier empereur romain d'Occident fut déposé, et celle-ci fut proposée pour la première fois par Bruni. La fin du Moyen Âge est généralement située à la fin du XVe siècle mais selon le contexte, la date exacte peut varier. On peut par exemple citer la chute de Constantinople en 1453, le premier voyage de Christophe Colomb en 1492 ou le début de la Réforme protestante en 1517. Les historiens français utilisent souvent la fin de la guerre de Cent Ans en 1453 pour marquer le terme de la période tandis qu'en Grande-Bretagne et en Espagne, c'est respectivement la bataille de Bosworth en 1485 et la prise de Grenade en 1492 qui sont plus fréquemment mentionnées. Ces dates symboliques ne marquent pas à elles seules un changement d'époque et l'historiographie contemporaine considère que la période de la Renaissance allant du début du XVe siècle au milieu du XVIe siècle marque la transition du Moyen Âge à l'époque moderne. De la même manière, il n'y eut pas de passage brutal de l'Antiquité au Moyen Âge mais un processus assez long appelé Antiquité tardive s'étendant de la fin du IIIe siècle au milieu du VIIe siècle. Une définition plus large est donnée par Jacques Le Goff, défenseur d'un « long Moyen Âge » occidental qui s'étendrait du IVe siècle (l'installation du christianisme) au XVIIIe siècle (la révolution industrielle en Grande-Bretagne et la Révolution française), contestant l'idée que la Renaissance aurait mis fin à la culture médiévale,.
Le Moyen Âge est lui-même subdivisé en trois parties : le haut Moyen Âge de la fin du Ve siècle à la fin du Xe siècle, le Moyen Âge central ou classique du début du XIe siècle à la fin du XIIIe siècle et le bas Moyen Âge ou Moyen Âge tardif du début du XIVe siècle à la fin du XVe siècle.

## Fin de l'Empire romain en Occident

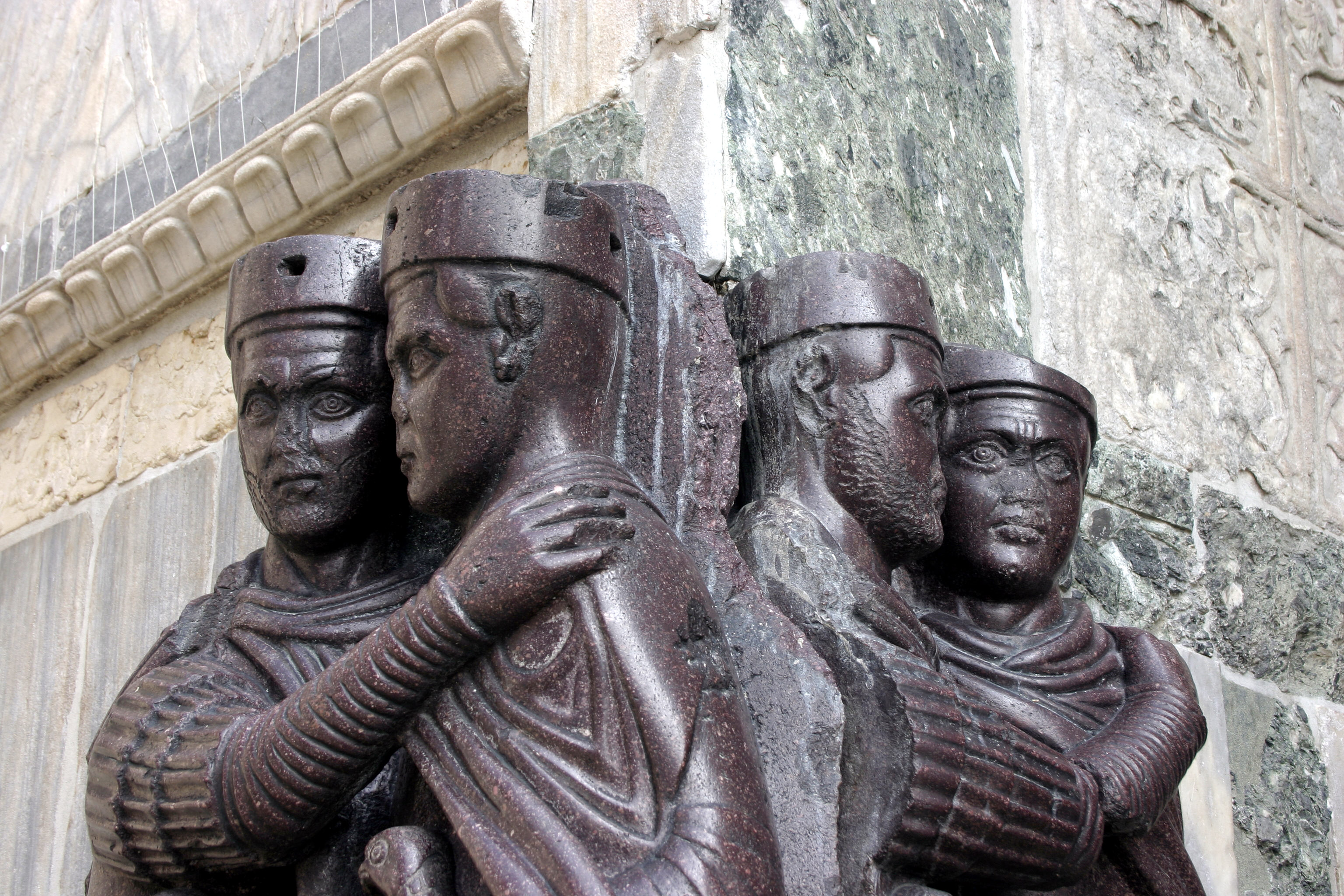
Statue des quatre tétrarques réalisée vers 300 et se trouvant aujourd'hui à Venise.

L'Empire romain atteignit son extension territoriale maximale au IIe siècle mais il perdit progressivement le contrôle de ses territoires frontaliers durant les deux siècles qui suivirent. Les problèmes économiques et les pressions extérieures provoquèrent une grave crise politique au IIIe siècle durant laquelle les empereurs accédaient au pouvoir par la force et en étaient rapidement chassés. Les dépenses militaires augmentèrent fortement notamment du fait des guerres contre les Sassanides en Orient. La taille de l'armée doubla mais sa composition vit la disparition progressive de l'infanterie lourde au profit de la cavalerie et de l'infanterie légère tandis que les légions furent remplacés par des unités plus petites. Cet accroissement des dépenses militaires entraîna une augmentation des impôts et un appauvrissement des classes inférieures comme les décurions.
Pour faire face à ces difficultés, l'empereur Dioclétien (r. 284–305) décida en 286 de diviser administrativement l'Empire en deux moitiés, l'une orientale et l'autre occidentale qui furent à leur tour subdivisées en deux. Chacune de ces quatre régions possédait un empereur qui formaient la Tétrarchie. Malgré cette gouvernance quadruple, il ne s'agissait pas d'un éclatement de l'Empire et les zones correspondaient plus à des zones d'influence ou à des théâtres militaires qu'à des entités indépendantes. Après une guerre civile, Constantin Ier(r. 306–337) réunifia l'Empire en 324 mais il fut contraint de réinstaurer une tétrarchie peu avant sa mort. Il décida de faire de Byzance qu'il renomma Constantinople la nouvelle capitale de l'Empire. Grâce aux réformes de Dioclétien, la bureaucratie et la défense de l'Empire fut améliorée mais elles ne résolurent pas les problèmes structurels qu'il connaissait dont notamment une imposition excessive, une démographie déclinante et les agressions extérieures. La situation politique resta instable tout au long du IVe siècle et l'affaiblissement de la défense des frontières causées par les luttes de pouvoir entre empereurs permit à des « tribus barbares » de s'implanter au sein de l'Empire. La société romaine s'éloigna de plus en plus de ce qu'elle était durant la période classique (en) avec un écart grandissant entre riches et pauvres et un déclin des petites villes. Une autre évolution importante de la période fut la conversion de l'Empire au christianisme qui devint religion officielle en 381. Cette christianisation ne se fit pas sans difficultés et fut marquée par de nombreuses persécutions et l'opposition entre les différents courants théologiques.
En 376, les Ostrogoths, qui fuyaient l'avancée des Huns, furent autorisés par l'empereur Valens (r. 364–378) à s'installer dans la province romaine de Thrace dans les Balkans. La gestion par les Romains de leur implantation et de leur admission en tant que peuple fédéré fut calamiteuse et les Ostrogoths se mirent à piller la région. Alors qu'il tentait de ramener l'ordre, Valens fut tué lors de la bataille d'Andrinople en 378 et les Ostrogoths s'implantèrent de manière autonome au sein de l'Empire. En 400, les Wisigoths envahirent l'Empire d'Occident et pillèrent Rome en 410. D'autres peuples firent de même et les « invasions barbares » virent la migration de nombreuses populations essentiellement germaniques dans toute l'Europe. Les Francs, les Alamans et les Burgondes s'installèrent dans le nord de la Gaule, les Angles, les Saxons et les Jutes s'implantèrent en Grande-Bretagne tandis que les Wisigoths et les Vandales fondèrent respectivement des royaumes en Hispanie et en Afrique du Nord,. Ces mouvements de population étaient en partie causés par l'avancée vers l'ouest des Huns qui, menés par Attila (r. 434–453), pillèrent les Balkans en 442 et 447, la Gaule en 451 et l'Italie en 452. Les Huns restèrent menaçants jusqu'en 453 quand l'Empire hunnique s'effondra à la mort de son chef. Ces invasions bouleversèrent profondément la nature culturelle, politique et démographique de l'Empire romain d'Occident.
Au Ve siècle, la partie occidentale de l'Empire se divisa en petites entités autonomes gouvernées par les tribus qui s'y étaient installées au début du siècle. Les empereurs de cette période avaient généralement peu d'influence et la plus grande partie du pouvoir appartenait à des généraux d'origine barbare comme Stilicon (d. 408), Aspar (d. 471) ou Ricimer (d. 472). La déposition du dernier empereur romain d'Occident, Romulus Augustule par le chef ostrogoth Odoacre en 476, est traditionnellement utilisée pour marquer la fin de l'Empire romain d'Occident et par extension celle de l'Antiquité. Même s'il survécut aux invasions barbares, l'Empire romain d'Orient, devenu Empire byzantin, fut fortement affecté et fut incapable de reprendre le contrôle des territoires perdus. Au VIe siècle, l'empereur Justinien (r. 527–565) parvint à reconquérir l'Afrique du Nord et la péninsule italienne mais ces territoires furent reperdus au siècle suivant.

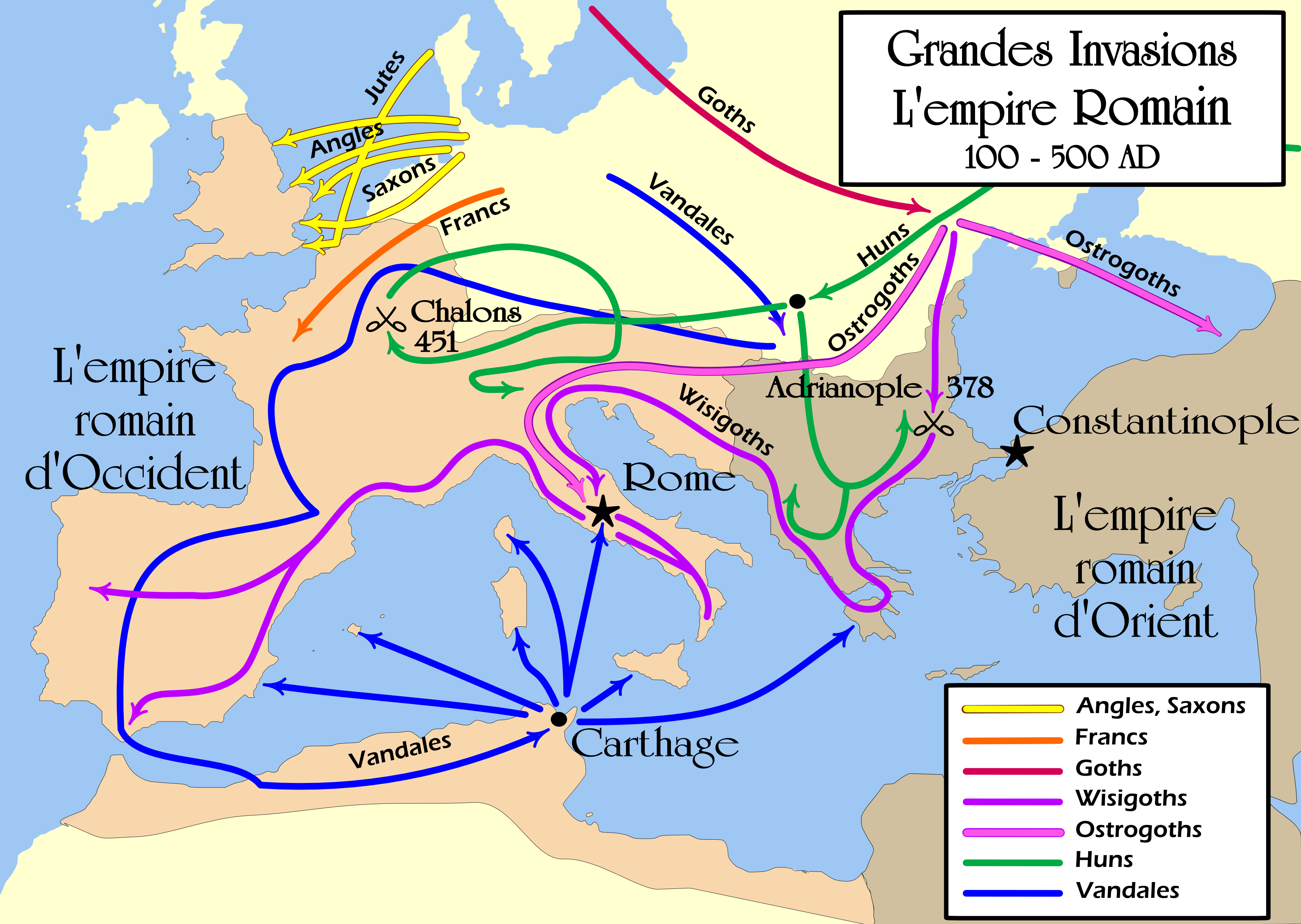
Carte des mouvements de population aux IVe et Ve siècles
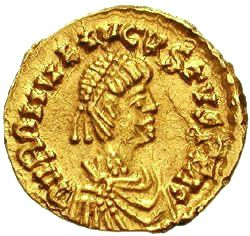
Monnaie du dernier empereur d'Occident (quoiqu'usurpateur aux yeux de Constantinople) Romulus Augustule.

## Apparition du terme Moyen Âge
D'après Jacques Le Goff :
À partir du XIVe siècle mais surtout au XVe siècle, quelques poètes et écrivains surtout italiens eurent le sentiment qu'ils évoluaient dans une atmosphère nouvelle […]. Ils voulurent donc définir, de façon péjorative, la période dont ils pensaient sortir avec bonheur. […] Cette période qu'ils cherchaient à définir avait ainsi comme seule particularité d'être intermédiaire entre une Antiquité imaginaire et une modernité imaginée : ils la désignèrent comme « âge moyen » (media ætas).

## Haut Moyen Âge

### Évolution de la société
La structure politique de l'Europe occidentale changea profondément avec la fin de l'Empire romain d'Occident. Même si les mouvements de populations durant cette période ont été qualifiés d'« invasions », il ne s'agissait pas d'expéditions militaires mais de migrations concernant des peuples entiers. Les structures romaines en Occident ne disparurent néanmoins pas brusquement car ces barbares ne représentaient que 5 % de la population d'Europe occidentale. Le mélange des élites barbares et romaines notamment par le biais du christianisme donna naissance à une nouvelle société intégrant des éléments des deux cultures. La disparition de la bureaucratie romaine entraîna cependant l'effondrement du système économique romain et la plupart des nouvelles entités politiques finançaient leurs armées de manière décentralisée par le biais de chefs locaux et du pillage plutôt que de manière centralisée par l'impôt. La pratique de l'esclavage déclina mais avec la ruralisation de la société, il fut remplacé par le servage.

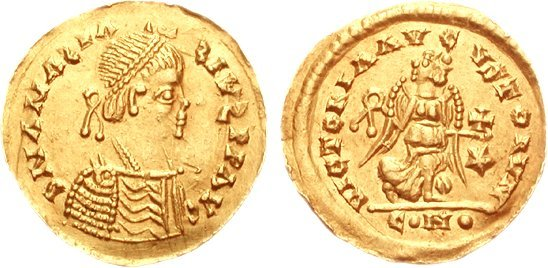
Pièce à l'effigie de Théodoric

En Europe occidentale, de nouvelles entités apparurent dans les anciens territoires de l'Empire romain. Les Ostrogoths menés par Théodoric (d. 526) s'installèrent en Italie à la fin du Ve siècle et créèrent un royaume caractérisé par une coopération entre Italiens et Ostrogoths du moins jusqu'à la fin du règne de Théodoric. Le premier royaume burgonde fut détruit par les Huns en 436 et un nouveau fut fondé dans les années 440 dans l'actuel est de la France. Dans le nord de la Gaule, les Francs formèrent plusieurs royaumes indépendants qui furent unifiés et christianisés par Clovis (r. 481–511). Dans les îles Britanniques, les Anglo-Saxons s'installèrent aux côtés des Britto-romains mais l'actuelle Angleterre resta divisée en plusieurs royaumes. Au sud, les Wisigoths et les Suèves formèrent respectivement des royaumes dans l'est et l'Ouest de la péninsule Ibérique tandis que les Vandales s'installèrent en Afrique du Nord. Profitant du chaos causé par les attaques byzantines en Italie, les Lombards supplantèrent le royaume ostrogoth à la fin du VIe siècle. Plus à l'est, des peuples slaves s'installèrent en Europe centrale et orientale dans les anciens territoires des tribus germaniques même si les circonstances de ces migrations restent en grande partie inconnues. Sur le plan linguistique, le latin fut progressivement remplacé par des langues apparentées mais distinctes regroupées sous l'appellation de langues romanes tandis que le grec resta la langue dominante de l'Empire byzantin et que les Slaves apportèrent leurs propres langages en Europe de l'Est.

### Survivance de l'Empire romain d'Orient

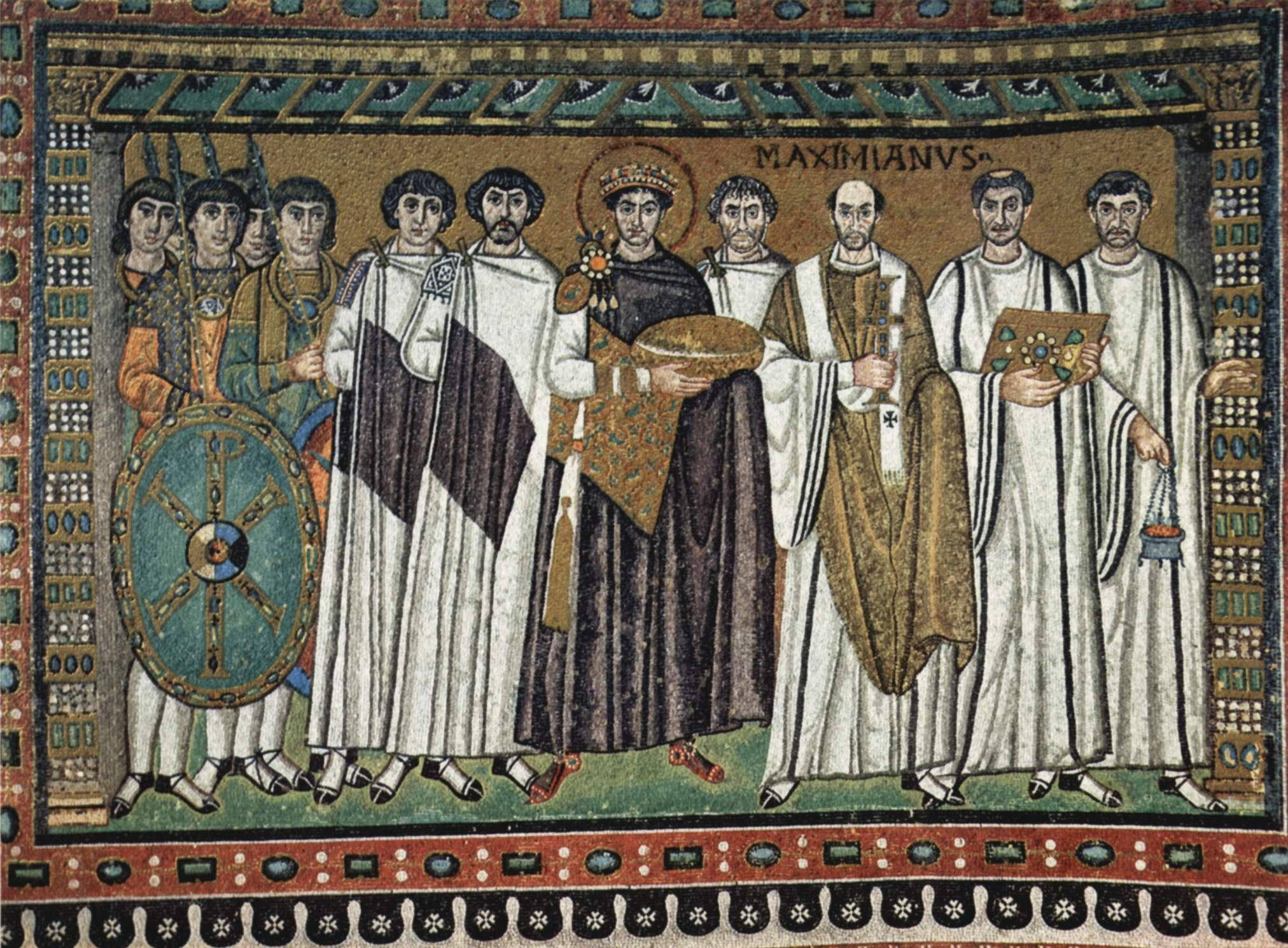
Mosaïque montrant Justinien avec l'évêque de Ravenne, des courtisans et des gardes du corps.

Alors que l'Europe occidentale se fragmentait en de multiples royaumes germaniques, l'Empire romain d'Orient conserva globalement son intégrité territoriale et son économie resta dynamique jusqu'au début du VIIe siècle : son influence reste largement méconnue hors des spécialistes, ou bien elle n'est perçue qu'à travers le prisme de l'influence arabe. La Perse étant également menacée par des peuples nomades venant des steppes d'Asie centrale (Shvetahûna), une paix relative exista une grande partie du Ve siècle entre les Romains d'Orient (que nous appelons « Byzantins ») et les Sassanides. Sur le plan politique, l'influence de l'Église était forte tant dans l'Empire byzantin (christianisme oriental) qu'en Europe occidentale (occident chrétien) et les questions doctrinales influençaient fréquemment les décisions des dirigeants. Le droit romain de tradition orale fut codifié par Théodose II (r. 408–450) en 438 et une autre compilation fut menée par Justinien sous la forme du Corpus juris civilis en 529. Justinien supervisa également la construction de la basilique Sainte-Sophie à Constantinople et son général Bélisaire (d. 565) reprit l'Afrique du Nord aux Vandales et l'Italie aux Ostrogoths,. Cette reconquête ne fut pas complète car la détérioration de la situation économique causée par une épidémie de peste en 542 l'empêcha de mener de nouvelles offensives jusqu'à la fin de son règne. À sa mort, les Byzantins avaient repris le contrôle d'une grande partie de l'Italie, de l'Afrique du Nord et du sud de l'Espagne. Les historiens ont cependant critiqué les conquêtes de Justinien qui épuisèrent les finances de l'Empire et le rendirent probablement trop étendu pour être défendu efficacement ; l'Italie fut ainsi envahie par les Lombards quelques années plus tard et tous les autres territoires furent perdus dans la première moitié du VIIe siècle.
L'Empire byzantin fut également menacé par l'installation des Slaves dans les provinces de Thrace et d'Illyrie au milieu du Ve siècle tandis que dans les années 560, les Avars turcophones migrèrent jusqu'au nord du Danube. À la fin du siècle, ces derniers étaient devenus la puissance dominante en Europe orientale et les empereurs byzantins devaient régulièrement payer des tributs pour éviter leurs attaques. Ils restèrent une menace jusqu'à la fin du VIIIe siècle et l'arrivée des tribus hongroises dans le bassin du Danube. L'empereur Maurice (r. 582–602) parvint à stabiliser la situation en Europe mais les Sassanides de Khosro II (r. 590–628) profitèrent de l'instabilité causée par son renversement pour envahir l'Égypte, le Levant et une partie de l'Asie mineure. L'empereur Héraclius (r. 610–641) organisa une contre-attaque victorieuse avec notamment l'appui d'auxiliaires turcs dans les années 620 et il parvint à récupérer tous les territoires perdus en 628.

### Société occidentale

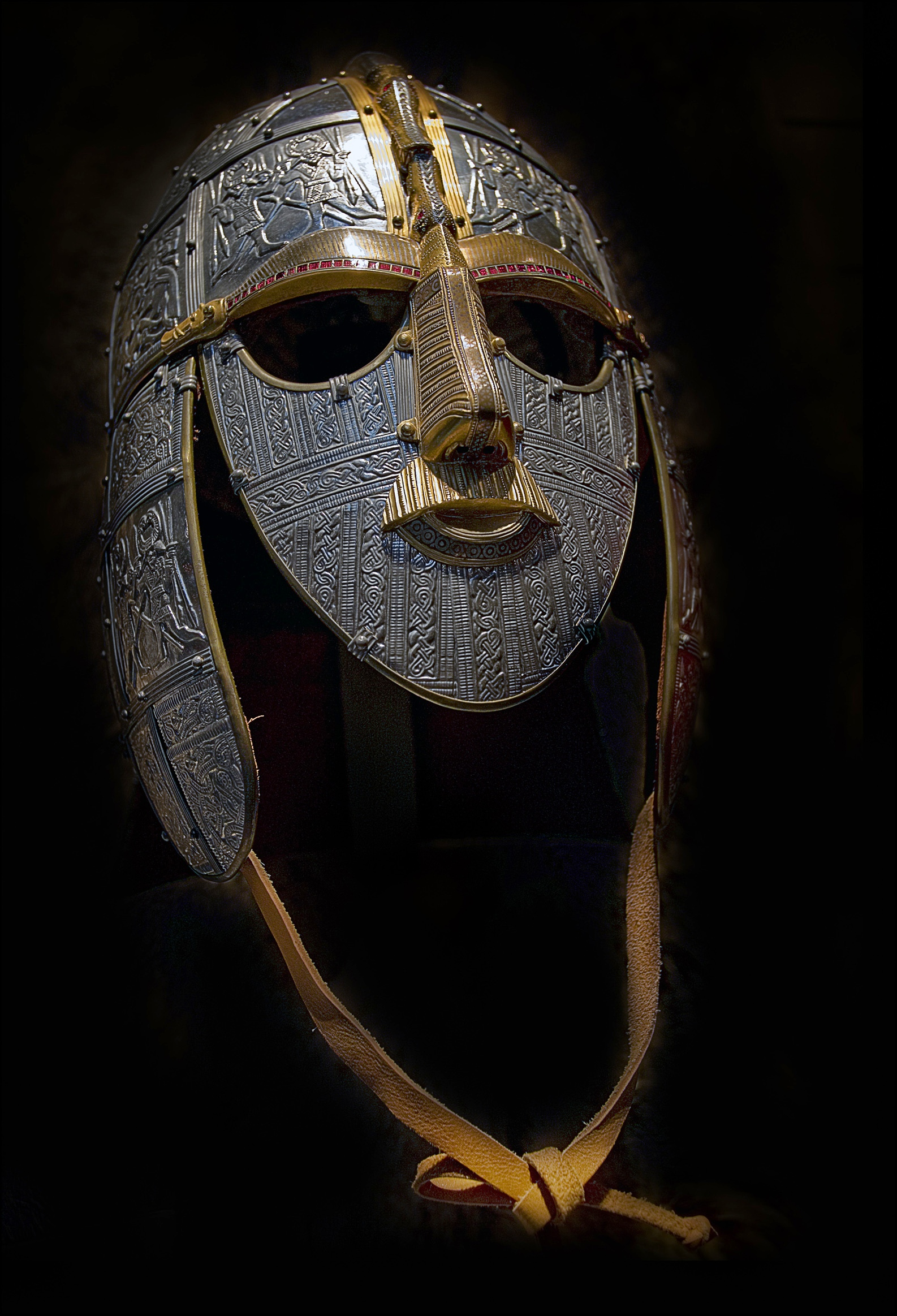
Reconstitution d'un casque anglo-saxon du VIIe siècle découvert à Sutton Hoo dans le Sud-Est de l'Angleterre

En Europe occidentale, le système éducatif romain (en) essentiellement oral disparut et si le degré d'alphabétisation resta élevé chez les élites, savoir lire devint plus une compétence pratique qu'un signe de statut social. La littérature de l'époque devint majoritairement d'inspiration chrétienne et au IVe siècle, Jérôme de Stridon (d. 420), l'un des Pères de l'Église, rêva que Dieu lui reprochait de plus lire Cicéron que la Bible. Les textes classiques continuèrent néanmoins d'être étudiés et certains auteurs comme Augustin d'Hippone (d. 430), Sidoine Apollinaire (d. 486) et Boèce (d. 524) devinrent des références durant tout le Moyen Âge et jusqu'à nos jours. La culture aristocratique délaissa les études littéraires, tandis que les liens familiaux et les valeurs de loyauté, de courage et d'honneur conservèrent une place importante. Ces liens pouvaient mener à des conflits au sein de la noblesse qui pouvaient être réglés par les armes ou par l'argent.
En raison du faible nombre de documents écrits sur le monde paysan avant le IXe siècle, la vie des classes inférieures est bien moins connue que celle de la noblesse et la plupart des informations est issue de l'archéologie ou des textes juridiques et des écrivains des classes supérieures. L'organisation foncière n'était pas uniforme en Europe occidentale et certaines régions étaient fragmentées en de nombreuses propriétés tandis que dans d'autres, les grandes exploitations étaient la norme. Ces différences créèrent une grande variété de sociétés rurales et cela influa sur les relations de pouvoir ; certaines communautés étaient dominées par l'aristocratie tandis que d'autres disposaient d'une large autonomie. La population rurale n'était pas non plus répartie de manière uniforme et des villages de plusieurs centaines d'habitants pouvaient cohabiter avec des fermes isolées dispersées dans toute la campagne. La société du Haut Moyen Âge était moins figée qu'à la fin de l'Empire romain et via le service militaire auprès d'un seigneur local, une famille de paysans libres pouvait accéder à l'aristocratie en quelques générations.
La fin de l'Empire romain et le début du haut Moyen Âge virent une diminution importante de la population et la taille des villes se réduisit fortement. Rome passa ainsi de près d'un million d'habitants au IIIe siècle à environ 30 000 à la fin du VIe siècle. Les temples romains furent convertis en églises chrétiennes tandis que d'autres constructions et monuments furent utilisés comme sources de matériaux de construction. L'apparition de nouveaux royaumes entraîna à l'inverse une croissance démographique dans les villes choisies comme capitales. Les migrations et les invasions de l'Antiquité tardive bouleversèrent les réseaux commerciaux établis par les Romains autour de la Méditerranée. Les produits importés furent donc remplacés par des productions locales en particulier pour les régions éloignées de la Méditerranée comme la Gaule et la Grande-Bretagne et seuls les produits de luxe continuèrent à être transportés sur de longues distances.

### Expansion de l'islam

Carte de l'expansion de l'islam. Le rouge sombre indique les conquêtes de 622 à 632, l'orange celles de 632 à 661 et le jaune celles de 661 à 750.

L'Empire byzantin et la Perse connurent un grand foisonnement religieux au VIe siècle. En plus du christianisme et de ses nombreux courants idéologiques, le judaïsme et le zoroastrisme étaient également influents, tandis que des cultes polythéistes existaient dans la péninsule arabique. Dans les années 610 et 620, Mahomet fonda une nouvelle religion, l'islam, et unifia les tribus arabes. Profitant du chaos provoqué par la guerre entre l'Empire byzantin et la Perse, les Arabes annexèrent les seconds entre 637 et 642 et chassèrent les premiers du Levant en 634-635 et de l'Égypte en 640-641. Ils envahirent également l'Afrique du Nord à la fin du VIIe siècle et la péninsule ibérique qu'ils appelèrent Al-Andalus dans les années 710,.

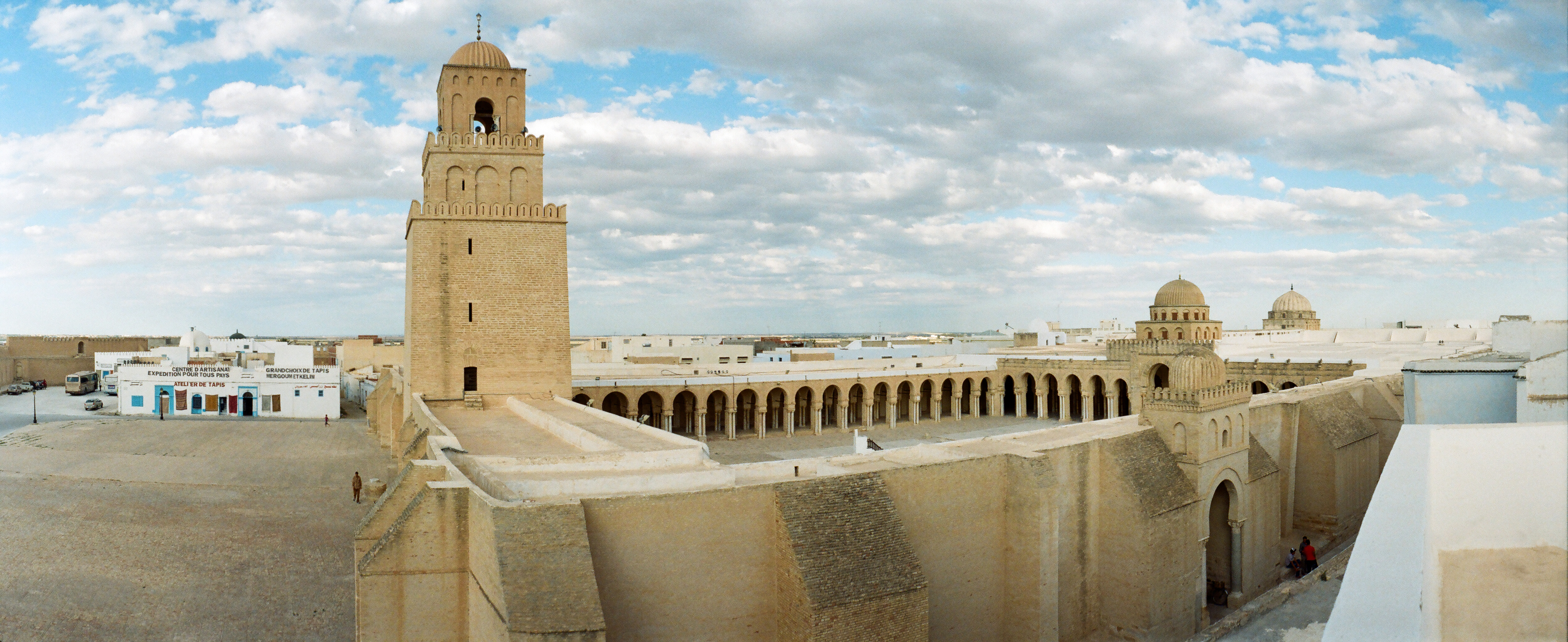
La grande mosquée de Kairouan, état actuel du IXe siècle.

L'expansion musulmane en Europe cessa au milieu du VIIIe siècle avec l'échec du siège de Constantinople en 718 et la défaite face aux Francs à Poitiers en 732. Une autre raison de cet arrêt fut l'effondrement de la dynastie des Omeyyades en 750 et son remplacement par les Abbassides. Ces derniers installèrent leur capitale à Bagdad et se préoccupèrent plus du Moyen-Orient que de l'Europe. Le monde musulman était également traversé par des tensions internes et les Abbassides perdirent le contrôle de l'Espagne au profit de l'émirat de Cordoue tandis que l'Afrique du Nord et l'Égypte devinrent respectivement gouvernées par les Aghlabides et les Toulounides.

### Église et monachisme

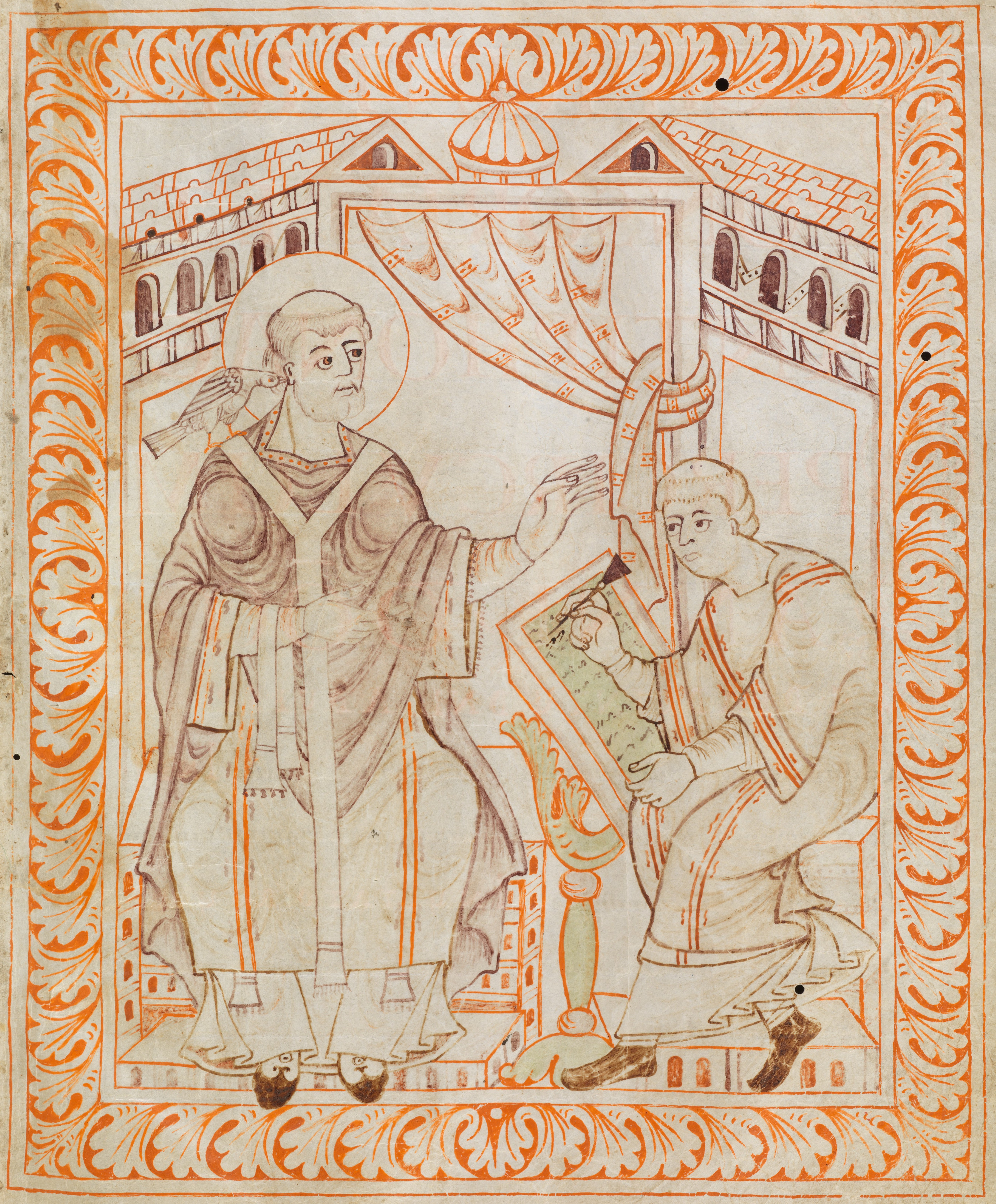
Illustration d'un manuscrit du XIe siècle représentant le pape Grégoire Ier dictant à un secrétaire.

Le christianisme était un important facteur d'unité entre l'est et l'ouest de l'Europe mais la conquête arabe de l'Afrique du Nord rompit les liens maritimes entre les deux régions. Des différences théologiques et politiques émergèrent alors et au milieu du VIIIe siècle, les divergences concernant l'iconoclasme, le célibat des prêtres, le contrôle étatique de l'Église et la liturgie (en grec à l'est et latin à l'ouest) devinrent particulièrement profondes. La rupture fut officialisée en 1054 lorsque le pape Léon IX et le patriarche de Constantinople Michel Cérulaire s'excommunièrent mutuellement après des affrontements au sujet de la suprématie pontificale et de questions d'ordre théologiques et liturgiques. La Chrétienté fut ainsi divisée en deux avec une branche occidentale qui devint l'Église catholique et une branche orientale qui forma l'Église orthodoxe.
La structure ecclésiastique apparue sous l'Empire romain resta globalement inchangée malgré les bouleversements de l'Antiquité tardive mais la Papauté avait peu d'influence et peu d'évêques suivaient son autorité religieuse ou politique. Avant 750, les papes se préoccupaient essentiellement des controverses théologiques avec les Byzantins et sur les 850 lettres du pape Grégoire Ier (pape 590-604) qui nous sont parvenues, la vaste majorité concernait les affaires en Italie et à Constantinople. La christianisation de l'Europe occidentale, déjà bien avancée à la fin de l'Empire romain, se poursuivit et des missions furent notamment envoyées en Grande-Bretagne en 597 pour évangéliser les Anglo-Saxons. Les moines irlandais (en) comme Colomban (d. 615) furent particulièrement actifs entre les VIe et VIIIe siècles et ils fondèrent des missions en Angleterre puis dans l'actuelle Allemagne.
Le haut Moyen Âge vit l'émergence du monachisme en Europe occidentale dont le concept avait été développé par les Pères du désert d'Égypte et de Syrie. Les moines vivaient généralement de façon autonome et se concentraient sur la vie spirituelle en appliquant les enseignements cénobitiques développés par Pacôme le Grand (d. 348) au IVe siècle. Les idéaux monastiques se répandirent en Europe occidentale grâce aux hagiographies comme la Vie d'Antoine. Au VIe siècle, Benoît de Nursie (d. 547) rédigea la règle de saint Benoît qui détaillait les responsabilités administratives et spirituelles d'une communauté de moines dirigée par un abbé. Les moines et les monastères eurent un impact considérable sur la vie politique et religieuse et servaient de gestionnaires pour les biens de la noblesse, de centres de propagande et de soutien au pouvoir royal dans les régions conquises et de bases pour l'évangélisation. Ils étaient les principaux et parfois les seuls centres intellectuels d'une région et la plupart des textes antiques qui nous sont parvenus ont été copiés dans des monastères durant le haut Moyen Âge. Les moines comme Bède (d. 735) furent également les auteurs de nouveaux travaux en histoire, en théologie et dans d'autres domaines. Tout au long du Moyen Âge, les moines ne représentèrent cependant qu'une très faible proportion de la population, en moyenne moins de 1 %.

### Empire carolingien

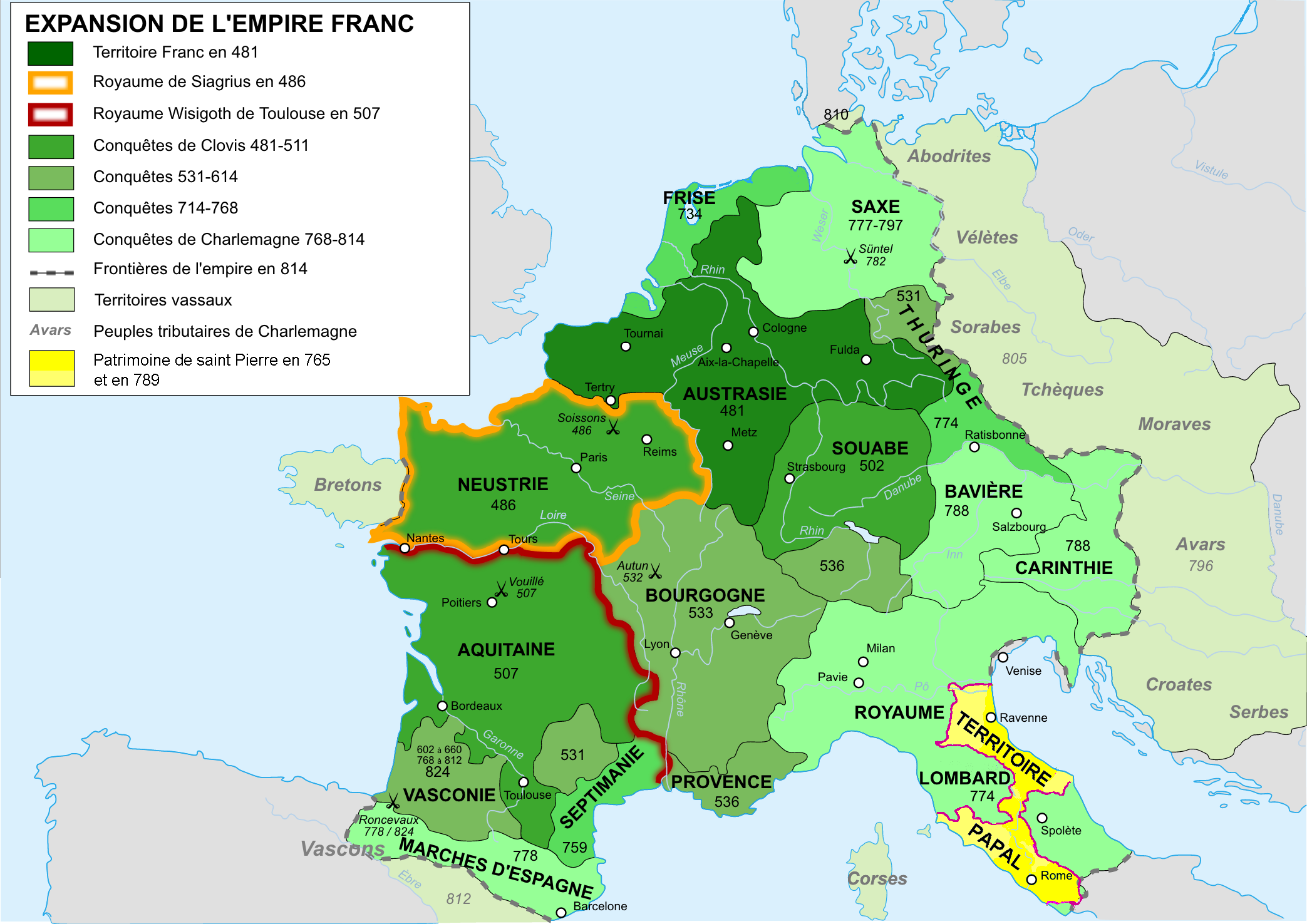
Carte de l'expansion du pouvoir des Francs de 481 à 814

En Grande-Bretagne, les descendants des envahisseurs anglo-saxons fondèrent les royaumes rivaux de Northumbrie, de Mercie, de Wessex, et d'Est-Anglie, tandis que des entités plus petites en Écosse et dans le Pays de Galles restaient sous le contrôle des Bretons et des Pictes natifs de l'archipel. Le paysage politique irlandais était encore plus fragmenté avec près de 150 rois locaux d'autorité variable. Durant les VIe et VIIe siècles, le royaume franc dans le nord de la Gaule se désintégra en plusieurs royaumes, l'Austrasie, la Neustrie et la Bourgogne gouvernés par des membres de la dynastie mérovingienne descendant de Clovis. Les deux premiers furent fréquemment en guerre durant le VIIe siècle et ces affrontements furent exploités par Pépin de Landen (d. 640), le maire du palais d'Austrasie, qui devint le principal conseiller du roi. Ses descendants devinrent à leur tour rois ou servirent comme régents ou conseillers. L'un d'eux, Charles Martel (d. 741), mit un terme aux incursions musulmanes au nord des Pyrénées après la bataille de Poitiers en 732.
Les successeurs de Charles Martel, formant la dynastie carolingienne prirent le contrôle des royaumes d'Austrasie et de Neustrie lors d'un coup d'État organisé en 753 par Pépin III (r. 752–768). Cette accession au pouvoir fut accompagnée d'une propagande représentant les Mérovingiens comme des souverains incapables et cruels et qui vantait les exploits de Charles Martel et la grande piété de sa famille. Comme cela était la tradition à l'époque, le royaume de Pépin III fut partagé à sa mort entre ses deux fils Charles (r. 768–814) et Carloman (r. 768–771). Quand ce dernier mourut de causes naturelles, son frère profita de la situation pour réunifier les possessions de son père. Charles, généralement appelé Charles le Grand ou Charlemagne, entreprit une politique d'expansion agressive qui permit d'unifier une grande partie de l'Europe occidentale au sein de l'Empire carolingien s'étendant sur la majeure partie de l'actuelle France, du nord de l'Italie et de l'ouest de l'Allemagne moderne.

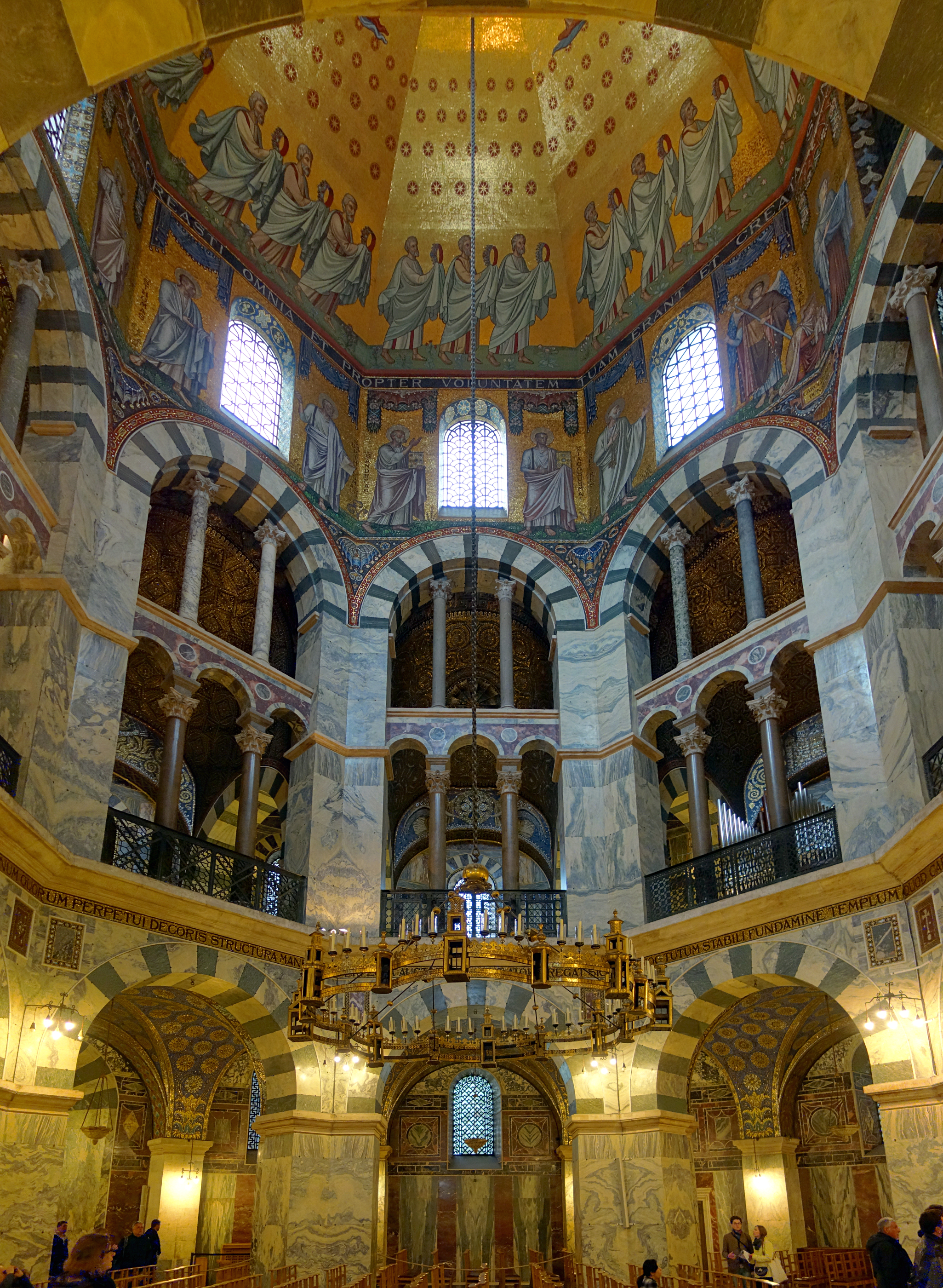
Intérieur de la chapelle palatine d'Aix-la-Chapelle achevée en 805.

Sa cour à Aix-la-Chapelle fut le centre d'un renouveau culturel appelé Renaissance carolingienne qui vit un épanouissement des arts et de la culture. Sur le plan linguistique, le latin classique utilisé depuis l'Empire romain évolua vers une forme plus adaptée aux besoins de l'administration et du clergé qui fut appelée latin médiéval. La minuscule caroline apparut également pour remplacer l'onciale romaine ; plus ronde, elle facilitait la lecture et se diffusa rapidement dans toute l'Europe. Charlemagne encouragea des évolutions de la liturgie grâce à Benoît d'Aniane en imposant les pratiques romaines et le chant grégorien dans les églises.
En 774, Charlemagne battit les Lombards et la fin de cette menace marqua le début des États pontificaux qui existèrent jusqu'à l'unification italienne au XIXe siècle. Son couronnement comme empereur d'Occident par le pape le jour de Noël de l'année 800 fut considéré comme une renaissance de l'Empire romain d'Occident tandis que ce nouveau titre permettait à Charlemagne de se placer au même niveau que l'empereur byzantin. L'Empire carolingien restait cependant très décentralisé et l'administration impériale était composée d'une cour itinérante tandis que le territoire était subdivisé en centaines de comtés. Les activités des fonctionnaires locaux étaient contrôlées par des représentants impériaux appelés missi dominici (« envoyés du seigneur »). La société restait très rurale et ne comptait que quelques villes tandis que le faible commerce était limité aux îles britanniques et à la Scandinavie.

### Réorganisation de l'Europe
Juste avant de mourir, Charlemagne couronna empereur son unique fils Louis Ier (r. 814–840) mais son règne fut marqué par les luttes de pouvoir entre ses fils. Avant sa mort, il divisa l'Empire entre son fils aîné Lothaire (d. 855) qui obtint la Francie orientale située à l'est du Rhin et son plus jeune fils, Charles (d. 877) qui reçut la Francie occidentale, tandis qu'un troisième fils, Louis (d. 876), fut autorisé à régner sur la Bavière sous la suzeraineté de Charles. Le partage fut contesté après la mort de Louis Ier et au terme d'une guerre civile de trois ans, les frères s'accordèrent sur le traité de Verdun. Charles obtint les territoires occidentaux correspondant à une grande partie de la France actuelle, Louis reçut la Bavière et les territoires orientaux de l'Empire aujourd'hui situés en Allemagne tandis que Lothaire conserva son titre d'empereur et régna sur la Francie médiane située entre les possessions de ses deux frères. Ces royaumes furent à leur tour divisés et toute cohésion interne disparut. La dynastie carolingienne s'éteignit en Francie orientale en 911 avec la mort de Louis IV et le choix de Conrad Ier sans lien de parenté. Elle perdura plus longtemps en Francie occidentale mais fut finalement remplacée en 987 par la dynastie capétienne avec le couronnement de Hugues Capet (r. 987–996).

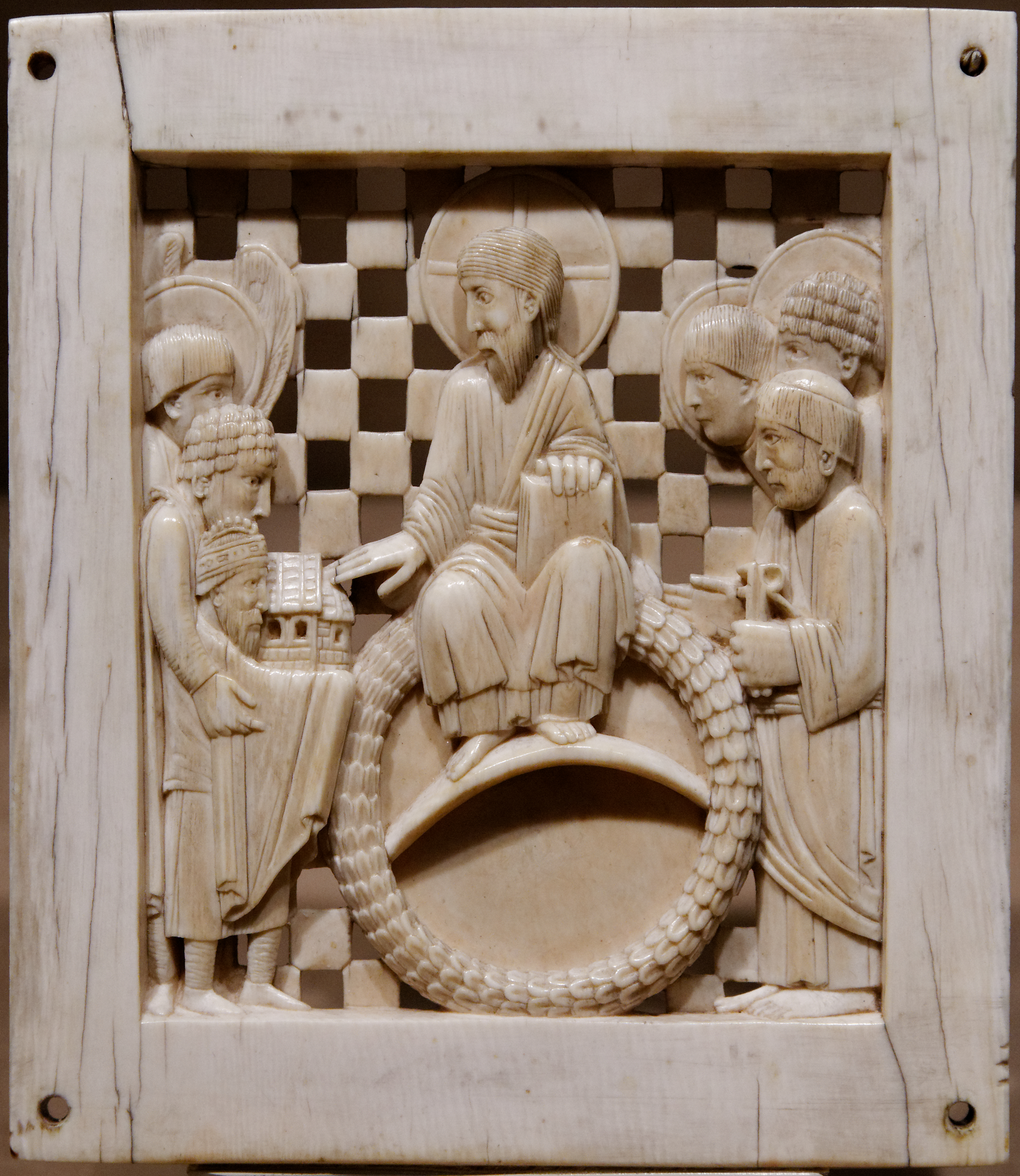
Ivoire ottonien du Xe siècle représentant Jésus-Christ recevant une église des mains d'Otton Ier (empereur du Saint-Empire).

La désintégration de l'Empire carolingien s'accompagna de nouvelles vagues de migrations. Les Vikings originaires de Scandinavie pillèrent les côtes britanniques et continentales de la mer du Nord et s'y installèrent au début du IXe siècle. En 911, le chef viking Rollon (d. c. 931) fut autorisé par le roi franc Charles III (r. 898–922) à s'installer dans ce qui devint la Normandie. Depuis cette base, les Normands lancèrent des expéditions militaires notamment en Angleterre avec Guillaume le Conquérant (d. 1087) et jusque dans le sud de l'Italie avec Robert Guiscard (d. 1085). À l'est, les frontières des royaumes francs furent la cible de nombreuses attaques hongroises jusqu'à ce que ces derniers ne soient battus à la bataille du Lechfeld en 955 et se sédentarisent dans la plaine de Pannonie.
Les actions des dirigeants locaux pour faire face à ces invasions entraînèrent la formation de nouvelles entités politiques. En Angleterre anglo-saxonne, le roi Alfred le Grand (r. 871–899) négocia avec les envahisseurs vikings le partage du territoire et céda une bonne partie du Nord et de l'Est de l'Angleterre. Au milieu du Xe siècle, ses successeurs reprirent certains territoires et restaurèrent la domination anglaise sur le sud de la Grande-Bretagne. Plus au nord, Kenneth MacAlpin (d. c. 860) rassembla les Pictes et les Écossais au sein du royaume d'Alba. Au début du Xe siècle, la dynastie ottonienne s'imposa dans le royaume de Germanie qui avait succédé à la Francie orientale et combattait les Hongrois. Otton Ier (r. 936–973) renforça son pouvoir et en 962, il fut couronné empereur du Saint-Empire romain germanique. En Espagne, les chrétiens qui avaient été repoussés au nord de la péninsule par l'expansion musulmane s'étendirent progressivement vers le sud aux IXe et Xe siècles et fondèrent les royaumes de León et de Navarre.
Les activités des missionnaires en Scandinavie aux IXe et Xe siècles facilitèrent l'émergence de royaumes comme la Suède, le Danemark et la Norvège. En plus de l'Angleterre et de la Normandie, les Vikings s'installèrent en Islande et dans ce qui devint la Russie. Dans cette région, ils développèrent un important réseau commercial en s'appuyant sur le réseau fluvial de la région et ils tentèrent même de prendre Constantinople en 860 et 907. Malgré ces attaques, la situation de l'Empire byzantin, ébranlée par les attaques musulmanes, s'améliora durant les règnes des empereurs Léon VI (r. 886–912) et Constantin VII (r. 913–959) de la dynastie macédonienne. Le commerce fut relancé et les réformes de l'administration et de l'armée permirent à l'empereur Basile II (r. 976–1025) de progresser sur tous les fronts. La cour impériale fut le centre d'une renaissance culturelle avec des auteurs comme Jean Géomètre (d. c. 1000). Les missionnaires venant à la fois de l'ouest et de l'est convertirent les Moraves, les Bulgares, les Polonais, les Hongrois et les slaves de la Rus' de Kiev et ces conversions contribuèrent à la formation de nouveaux États sur les terres de ces peuples comme la Moravie, la Bulgarie, la Pologne ou la Hongrie.

### Art et architecture

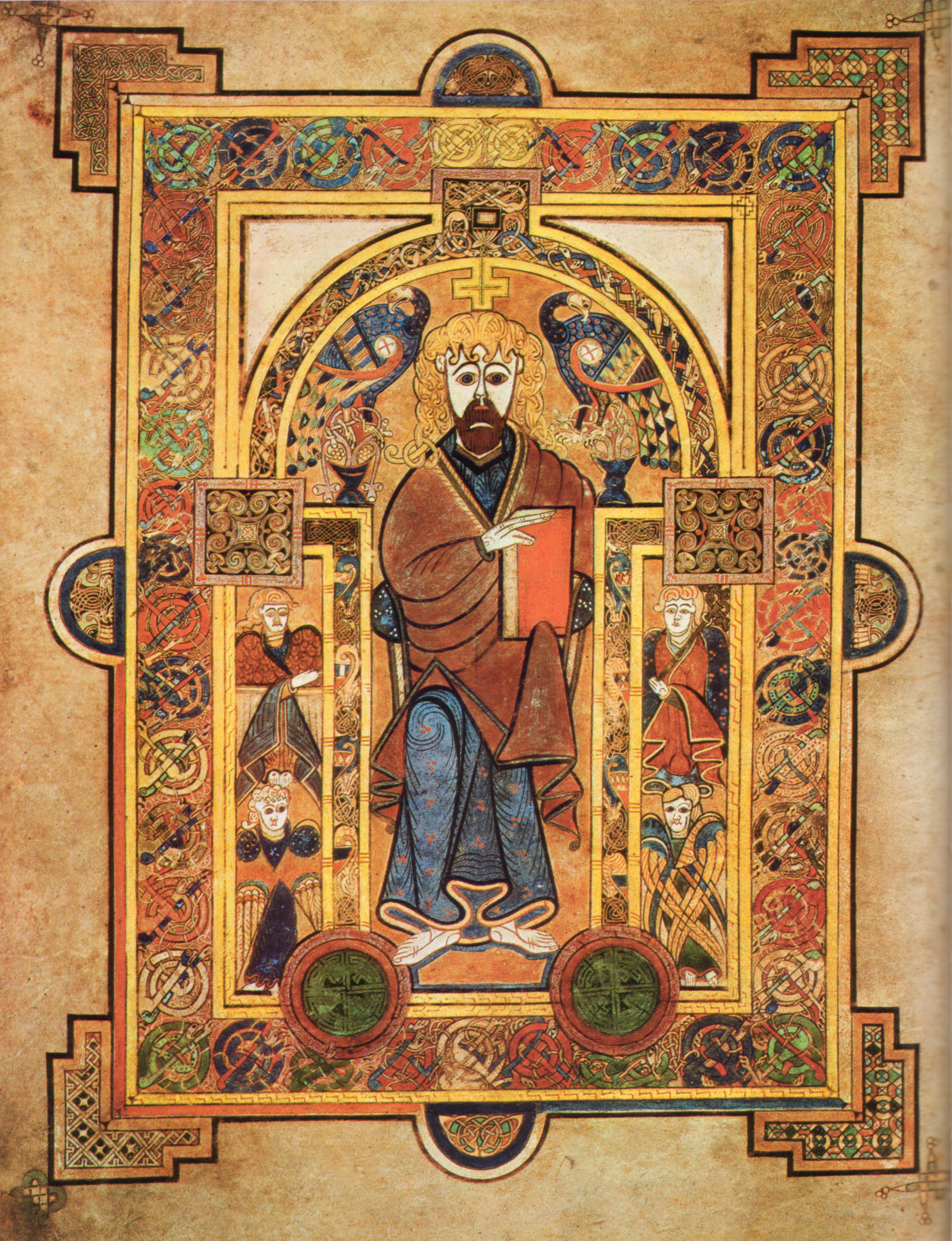
Une page du livre de Kells, un manuscrit enluminé créé dans les îles britanniques vers la fin du VIIIe siècle ou au début du IXe siècle.

Peu de grands bâtiments en pierre furent construits entre les IVe et VIIIe siècles mais l'Empire carolingien raviva le concept de basilique dont la principale caractéristique était la présence d'un transept perpendiculaire à une grande nef. Elles comportaient également une tour-lanterne au-dessus de la croisée du transept et une façade monumentale généralement située à l'extrémité ouest du bâtiment. La cour de Charlemagne semble avoir été responsable de l'introduction des sculptures monumentales dans l'art chrétien et à la fin du haut Moyen Âge, les représentations humaines presque grandeur nature comme la croix de Gero s'étaient répandues dans les plus grandes églises.
L'art carolingien était destiné à un petit groupe de personnes appartenant à la cour ainsi qu'aux monastères et aux églises qu'elle soutenait. La volonté carolingienne était de retrouver les formes et la splendeur de l'art romain et byzantin, tandis que l'art anglo-saxon cherchait à associer les formes et les motifs celtiques avec ceux venant de la Méditerranée. Les œuvres religieuses du haut Moyen Âge qui nous sont parvenues sont essentiellement des manuscrits enluminés et des ivoires utilisés dans des pièces d'orfèvrerie qui ont depuis été fondues,. Les objets en métaux précieux étaient les plus prestigieux mais ils ont presque tous été perdus hormis quelques croix comme la croix de Lothaire et des reliquaires. D'autres ont été retrouvés lors de découvertes archéologiques médiévales comme les trésors de Sutton Hoo en Angleterre anglo-saxonne, de Gourdon en France mérovingienne, de Guarrazar en Espagne wisigothique et de Nagyszentmiklós en Roumanie près du territoire byzantin. De nombreux livres enluminés nous sont parvenus comme le Livre de Kells et les Évangiles de Lindisfarne anglo-saxons ou le Codex Aureus de Saint-Emmeran carolingien qui est l'un des rares à avoir conservé sa première de couverture en or et incrustée de pierres précieuses.

### Développements militaires
Durant le Bas-Empire, les Romains cherchèrent à développer une force de cavalerie efficace et la création d'unités de cataphractaires lourdement protégés d'inspiration orientale fut une des solutions proposées. Cependant, en l'absence d'étrier, qui ne fut introduit en Europe que vers le VIIIe siècle, l'efficacité de la cavalerie en tant qu'unité de choc était limitée car il n'était pas possible de transférer toute l'énergie du cavalier et de sa monture dans les coups portés sans risquer d'être désarçonné. La cavalerie était donc essentiellement légère et était souvent composée d'archers équipés de puissants arcs composites. La composition des armées barbares n'était pas uniforme et certaines tribus comme les Anglo-Saxons étaient majoritairement composées de fantassins tandis que les Wisigoths et les Vandales intégraient une plus grande proportion de cavaliers. L'importance de l'infanterie et de la cavalerie légère commença à décliner au début de la période carolingienne du fait de la domination croissante de la cavalerie lourde grâce à l'utilisation des étriers. Une autre avancée technologique qui eut des implications au-delà du domaine militaire fut le fer à cheval qui permit aux chevaux d'être utilisés sur tous les types de terrains. L'art de la guerre fut également marqué par l'évolution de la spatha romaine qui s'allongea et s'affina pour donner naissance à l'épée médiévale tandis que l'armure d'écailles (en) fut progressivement remplacée par la cotte de mailles et l'armure lamellaire (en) plus flexibles. L'emploi de milices levées parmi la population déclina durant la période carolingienne avec une plus grande professionnalisation de l'armée. Une exception fut l'Angleterre anglo-saxonne où les armées restaient composées de levées régionales appelées fyrds commandés par les élites locales.

## Moyen Âge central
Le Moyen Âge dit « classique » ou « central », qui s'étend aux XIe, XIIe et XIIIe siècles, est la période comprise entre le « haut Moyen Âge » et le « bas Moyen Âge ».
Cette époque est marquée par une augmentation rapide de la population en Europe, entraînant des changements sociaux et politiques considérables, profitant à l'économie européenne à partir de 1250.
La crise de la fin du Moyen Âge et la pandémie de peste noire marquent la fin du Moyen Âge classique et voient la stagnation de l'économie ainsi que le déclenchement de plusieurs guerres (dont la guerre de Cent Ans). C'est ce que l'on appelle la « grande dépression médiévale » théorisée par Guy Bois qui marque le début de l'entrée dans le Moyen Âge tardif par opposition avec la Renaissance.

### Société et économie

Enluminure française du XIIIe siècle représentant les trois ordres de la société médiévale : ceux qui prient, les ecclésiastiques, ceux qui combattent, les chevaliers et ceux qui travaillent, les paysans.

Le Moyen Âge central vit une forte croissance démographique. Les historiens estiment que la population européenne passa de 35 à 80 millions entre 1000 et 1347 et suggèrent que cela fut lié à l'amélioration des techniques agricoles, à un climat plus favorable, à l'accroissement des surfaces cultivées grâce aux défrichements et à l'absence d'invasions,,. Plus de 90 % de la population restait composée de paysans et ces derniers se regroupèrent dans des petites communautés appelées seigneuries. Ils étaient souvent assujettis à des nobles à qui ils devaient des services et un loyer en échange du droit de cultiver la terre. Le nombre de paysans libres était faible et ils étaient comparativement plus nombreux au sud qu'au nord de l'Europe.
Les nobles, ceux portant des titres et les simples chevaliers, exploitaient les seigneuries et les paysans ; ces terrains ne leur appartenaient cependant pas entièrement et un suzerain les autorisaient à les utiliser via le système féodal. Durant les XIe et XIIe siècles, ces terres ou fiefs devinrent héréditaires et ne furent plus divisés entre tous les héritiers du propriétaire comme cela était le cas pendant le haut Moyen Âge mais étaient intégralement transmis au fils aîné,. La domination de la noblesse reposait sur son contrôle de la terre et des châteaux, son service militaire dans la cavalerie lourde et sur diverses protections et exemptions fiscales. Les châteaux forts, initialement construits en bois puis en pierre, commencèrent à être construits aux IXe et Xe siècles en réponse aux désordres de la période et offraient une protection contre les envahisseurs et les seigneurs rivaux. Ces fortifications étaient l'un des facteurs du maintien du système féodal car elles garantissaient une certaine autonomie des seigneurs face aux rois et aux autres suzerains. La noblesse était subdivisée en plusieurs strates. Les rois et la haute-noblesse contrôlaient de vastes domaines et avaient autorité sur d'autres nobles. Cette basse-noblesse avait moins d'influence et possédait de plus petites propriétés avec moins de serfs. En dessous, les chevaliers était la classe inférieure de la noblesse car ils ne pouvaient pas posséder de terres et devaient servir d'autres nobles ; certains, comme les ministériels étaient techniquement des serfs avec le statut de chevalier.
Le clergé était également divisé et était composé du clergé séculier vivant au milieu des laïcs et du clergé régulier, qui suivait une règle religieuse comme les moines. La plupart des membres du clergé régulier était issue de la noblesse qui fournissait également le haut de la hiérarchie du clergé séculier. À l'inverse, les prêtres des paroisses avaient généralement une ascendance paysanne. Les citadins se trouvaient dans une position intermédiaire car ils ne s'intégraient pas à la division traditionnelle de la société en trois ordres à savoir la noblesse, le clergé et la paysannerie. Poussée par la croissance démographique, la population urbaine augmenta fortement aux XIIe et XIIIe siècles même si elle ne dépassa probablement pas les 10 % de la population totale.

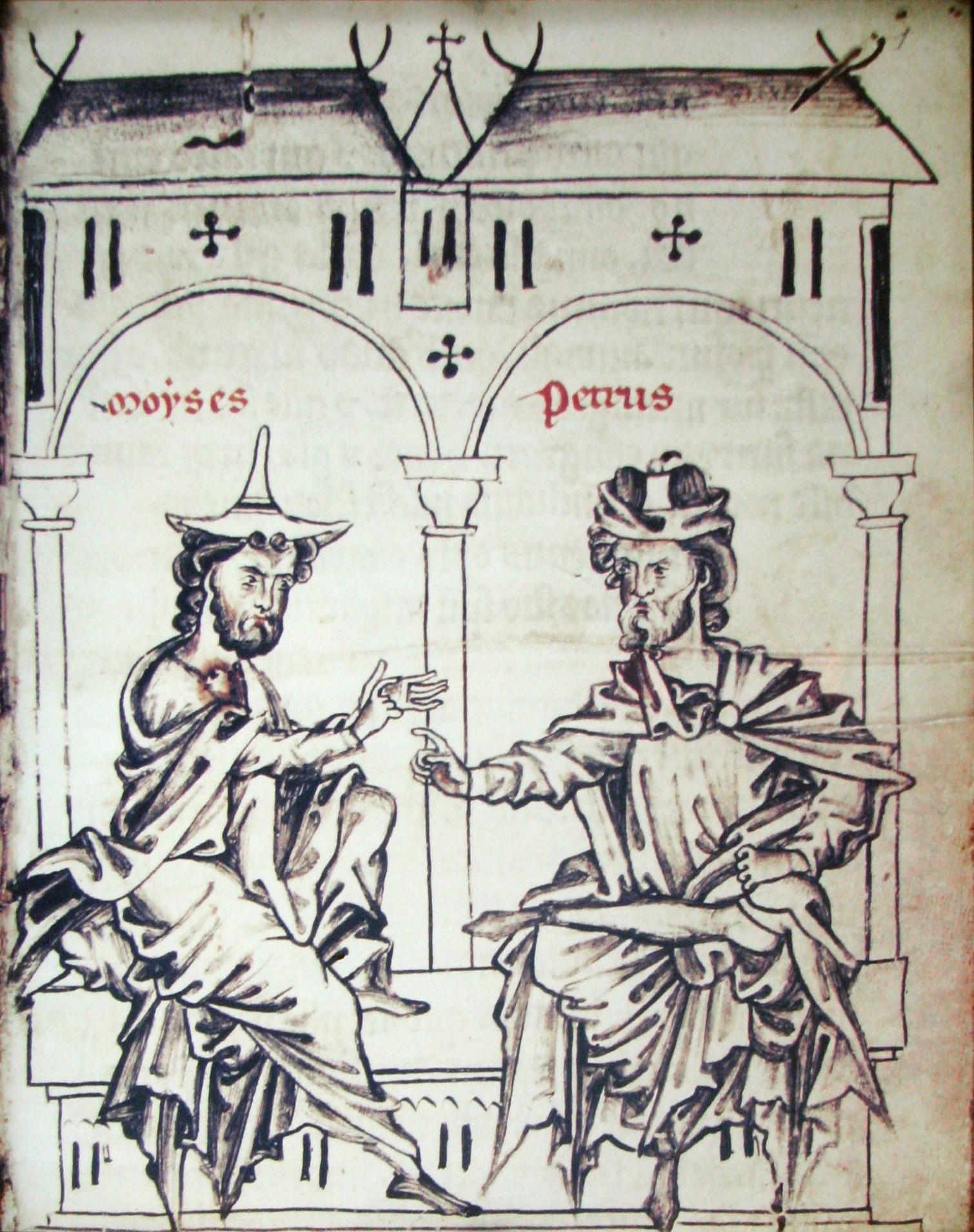
Illustration du XIIe siècle représentant une discussion entre un chrétien et un juif reconnaissable à son chapeau pointu.

Durant le haut Moyen Âge, les juifs habitaient principalement en Espagne et des communautés apparurent en Allemagne et en Angleterre aux XIe et XIIe siècles. Les juifs disposaient d'une relative protection en Espagne musulmane, tandis que dans le reste de l'Europe, ils subissaient des pressions pour les contraindre à se convertir au christianisme et étaient parfois victimes de pogrom comme lors de la Première croisade. La majorité était confinée dans les villes car ils n'avaient pas le droit de posséder des terres et de nombreuses professions marchandes leur furent progressivement interdites. En plus des juifs, d'autres minorités religieuses existaient aux marges de l'Europe, comme les païens à l'est ou les musulmans au sud.
Au Moyen Âge, les femmes étaient officiellement subordonnées à un homme pouvant être leur père, leur époux ou un autre membre de la famille. Les veuves, qui avaient généralement une plus grande autonomie, devaient également faire face à des restrictions. Les activités féminines se limitaient habituellement aux tâches domestiques et à l'éducation des enfants. À la campagne, elles participaient aux moissons, à l'élevage des animaux et pouvaient obtenir des revenus supplémentaires en filant ou en brassant chez elles. Les citadines devaient aussi s'occuper du foyer mais elles pouvaient également avoir une activité marchande, même si ces opportunités étaient variables selon les régions et les périodes. Les femmes de la noblesse avaient souvent la possibilité de déléguer leurs tâches à des domestiques et pouvaient gérer les domaines et les affaires courantes en l'absence d'un proche mâle mais elles étaient communément exclues des questions militaires ou gouvernementales. Le seul rôle ouvert aux femmes dans l'Église était celui de nonne car il leur était interdit de devenir prêtre.
En Italie et dans les Flandres, la croissance des villes qui disposaient d'une relative autonomie stimula la croissance économique et favorisa l'émergence de nouvelles formes commerciales. Les villes marchandes autour de la mer Baltique se rapprochèrent pour former une ligue commerciale appelée Hanse, tandis que les républiques maritimes italiennes comme Venise, Gênes et Pise s'affrontèrent pour le contrôle du commerce en Méditerranéenne. Des grandes foires furent créées notamment dans le Nord de la France pour permettre les échanges entre marchands venant de toute l'Europe. L'accroissement du commerce donna naissance à de nouvelles techniques financières visant à faciliter les échanges comme la comptabilité en partie double et les lettres de crédit, tandis que la frappe de l'or reprit en Italie puis dans les autres pays. Des routes commerciales s'établissent entre les grandes villes d'Europe occidentale, telle la route commerciale Bruges-Cologne qui permet aux marchands flamands de rallier le port fluvial de Cologne ou la foire d'Aix-la-Chapelle.

### Renforcement des États

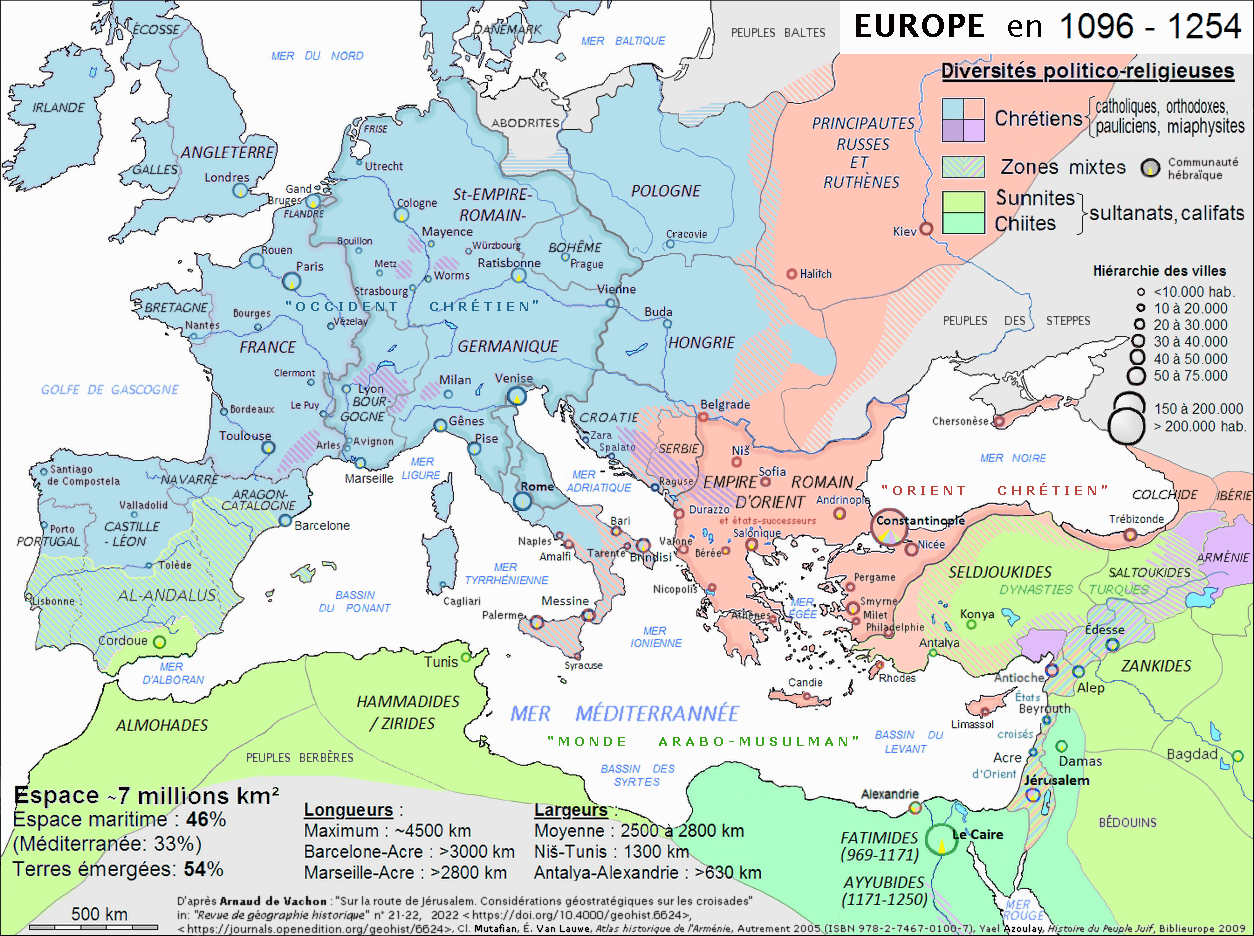
L'Europe et la Méditerranée au temps des croisades.

Le Moyen Âge central vit la formation des principaux États d'Europe occidentale et centrale. Les rois de France, d'Angleterre et d'Espagne renforcent leur pouvoir face à leurs nobles et instaurent des institutions durables. Convertis au christianisme, les Slaves, les Bulgares et les Magyars fondent aussi des royaumes tels que la Rous', la Tchéquie, la Pologne, la Bulgarie et la Hongrie. Après avoir été longtemps attachée à son indépendance par rapport aux souverains Lombards, Romains d'Orient, Francs ou Germaniques, la Papauté revendiqua une autorité temporelle sur l'ensemble du monde chrétien, mais après la séparation des Églises d'Orient et d'Occident seules ces dernières s'y soumirent ; cette « monarchie papale » atteignit son apogée au XIIIe siècle sous le pontificat d'Innocent III (pape de 1198 à 1216).
Au début de la période, les actuelles France orientale, Belgique, Pays-Bas, Allemagne occidentale, Suisse et Italie du nord étaient gouvernées par la dynastie ottonienne qui s'opposait à de puissants ducs comme ceux de Saxe ou de Bavière, dont les territoires remontaient à l'Antiquité tardive. En 1024, les Ottoniens laissèrent place à la dynastie franconienne et l'un de ses membres, l'empereur Henri IV (r. 1084–1105), affronta la Papauté au sujet de la nomination des évêques lors de la querelle des Investitures. Ses successeurs continuèrent à se battre contre la puissance politique de Rome et contre la noblesse allemande : il s'ensuivit une période d'instabilité notamment après la mort sans héritiers d'Henri V (r. 1111–1125), jusqu'à ce que Frédéric Barberousse devienne empereur (r. 1155–1190). Même s'il gouverna efficacement, les problèmes fondamentaux perdurèrent et continuèrent d'affecter ses successeurs comme son petit-fils Frédéric II (r. 1220–1250), qui fut excommunié à deux reprises. En Europe orientale, le milieu du XIIIe siècle fut marqué par une grande invasion mongole, victorieuse lors des batailles de Legnica et de Mohi en 1241, et qui se traduisit par de grands pillages et destructions, jusqu'à ce que les Mongols et Tatars s'installent et exploitent leurs conquêtes en réclamant tribut aux souverains européens. Toutefois leurs crises de succession les affaiblirent : progressivement, les principautés russes, la Lituanie, la Pologne et la Moldavie s'émancipèrent de la tutelle des Mongols et des Tatars et les repoussèrent dans ce qui est aujourd'hui l'Ukraine méridionale, où ces peuples des steppes, initialement tengristes se convertirent à l'islam et s'allièrent à l'Empire ottoman.

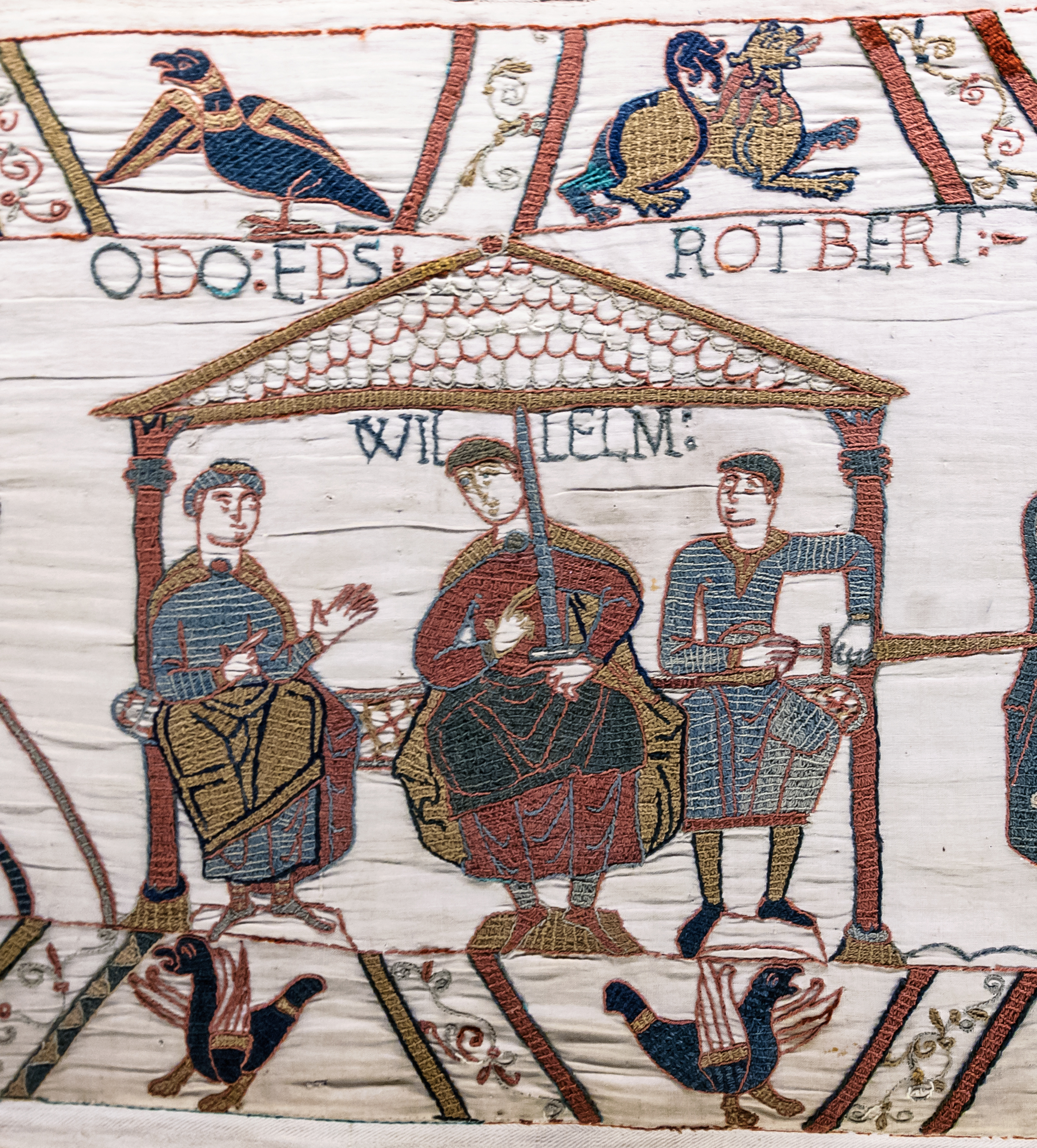
Détail de la tapisserie de Bayeux montrant Guillaume le Conquérant entouré de ses demi-frères Robert de Mortain à gauche et de l'évêque de Bayeux Odon à droite.

Au début de la dynastie capétienne, le roi de France ne contrôlait réellement que quelques territoires en Île-de-France mais son autorité s'élargit tout au long des XIe et XIIe siècles. Parmi les seigneurs les plus puissants figuraient les ducs de Normandie ; l'un d'eux, Guillaume le Conquérant (r. 1035–1087) conquit l'Angleterre et créa un empire avec des possessions des deux côtés de la Manche, qui dura sous diverses formes jusqu'à la fin du Moyen Âge,. Les rois d'Angleterre Henri II (r. 1154–1189) et Richard Ier (r. 1189–1199) appartenant à la dynastie Plantagenêt régnaient ainsi sur l'Angleterre et sur une grande partie du sud-ouest de la France grâce au mariage du premier avec Aliénor d'Aquitaine (d. 1204) ; ces territoires formaient l'Empire angevin,. En 1204, le frère cadet de Richard Ier, Jean (r. 1199–1216), perdit la Normandie et les possessions anglaises du nord de la France lors d'une guerre avec le roi de France Philippe Auguste (r. 1180–1223). Cela causa des tensions au sein de la noblesse anglaise et les impôts exigés par Jean pour financer la reconquête des territoires perdus menèrent à la signature de la Magna Carta garantissant les droits et les privilèges des hommes libres en Angleterre. Son fils Henri III (r. 1216–1272) fut contraint à de nouvelles concessions qui limitèrent l'autorité royale. À l'inverse, les rois de France continuèrent de réduire l'influence des nobles, intégrèrent de nouveaux territoires au domaine royal et centralisèrent l'administration. Sous Louis IX (r. 1226–1270), le prestige royal atteignit de nouveaux sommets alors que le roi servait de médiateur pour les disputes dans toute l'Europe ; il fut d'ailleurs canonisé par le pape Boniface VIII en 1297 (pape 1294-1303). En Écosse, les tentatives d'invasions anglaises provoquèrent une série de guerres dans la première moitié du XIVe siècle qui permirent au royaume de conserver son indépendance.
En Espagne, les royaumes chrétiens qui avaient été confinés au nord-ouest de la péninsule par la conquête musulmane, commencèrent à s'émanciper et à progresser vers le sud lors de ce qui fut appelé la Reconquista. Vers 1150, le Nord chrétien s'était organisé en cinq grands royaumes : León, Castille, Aragon, Navarre et Portugal. Le Sud, dirigé par des musulmans, mais où vivaient aussi des chrétiens et des juifs, était initialement uni au sein du califat de Cordoue, se fragmenta dans les années 1030 en de nombreux émirats indépendants appelés taïfas jusqu'à ce que les Almohades restaurent un pouvoir central dans les années 1170. Les forces chrétiennes continuèrent néanmoins de progresser et elles prirent Séville en 1248.

### Croisades

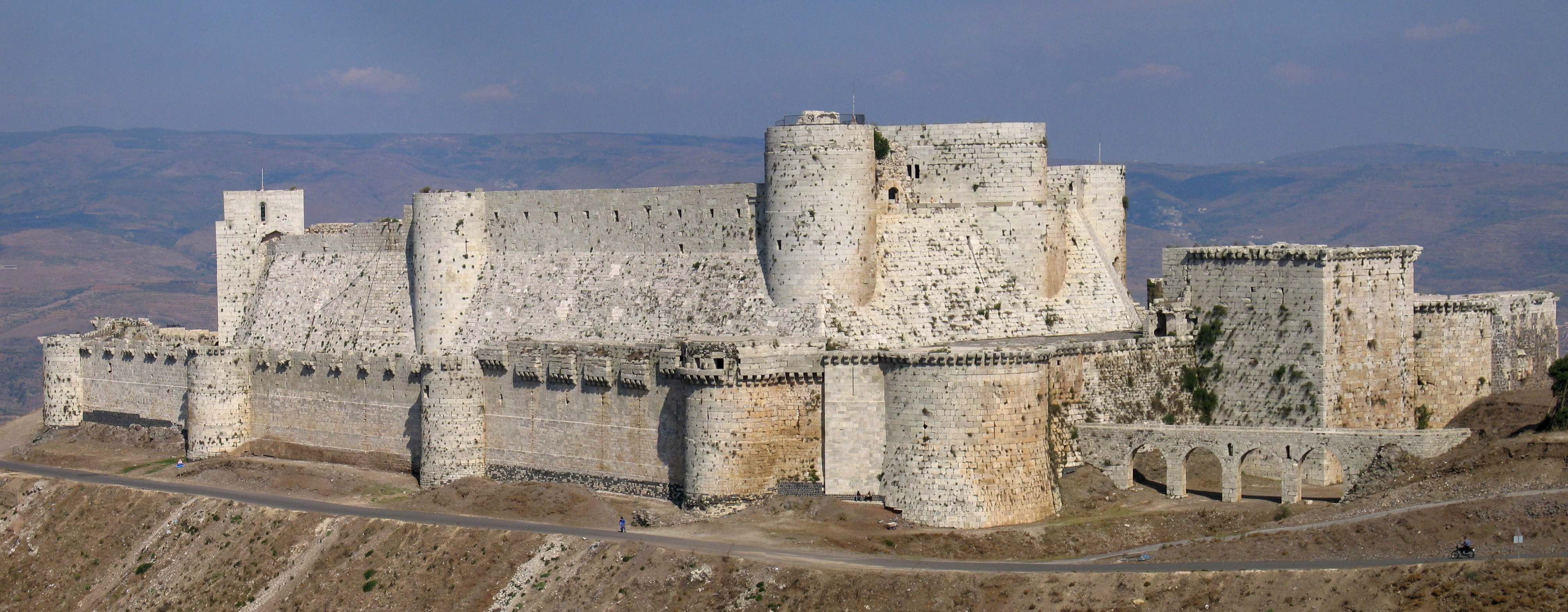
Le Krak des Chevaliers fut construit durant les croisades pour les Hospitaliers.

Au XIe siècle, les Turcs seldjoukides originaires d'Asie centrale envahirent une grande partie du Moyen-Orient en occupant la Perse bouyide dans les années 1040 ainsi que l'Arménie et le Levant dans les décennies qui suivirent. En 1071, l'armée turque écrasa les forces byzantines à la bataille de Manzikert et captura l'empereur Romain IV (r. 1068–1071). Cette défaite majeure eut d'importantes conséquences pour l'Empire Byzantin qui perdit l'est et le centre de l'Anatolie et fut dès lors contraint à la défensive. Mais les Turcs subirent également des revers, avec une série de guerres civiles et la prise de Jérusalem par les Fatimides d'Égypte en 1098.
La volonté de reprendre les Lieux Saints aux musulmans et la politique de l'empereur byzantin Alexis Ier (r. 1081–1118) visant à leur reprendre l'Anatolie centrale, motivèrent le lancement de la Première croisade par le pape Urbain II (pape 1088-1099) lors du concile de Clermont en 1095. Le pape promit d'accorder des indulgences à tous ceux qui participeraient, et des dizaines de milliers de personnes venant de toutes les couches sociales et de toute l'Europe se mirent en route vers la Terre sainte. Jérusalem fut prise en 1099 et les croisés consolidèrent leurs conquêtes mais les musulmans ne s'y résignèrent pas, et le voisinage dégénéra régulièrement en conflits. De nouvelles croisades furent donc lancées par la Papauté pour soutenir les États latins d'Orient, comme la Troisième destinée à reprendre Jérusalem capturée par Saladin (d. 1193) en 1187.
La Quatrième croisade ne parvînt jamais en Terre sainte, car les armateurs vénitiens qui la transportaient la détournèrent vers un pays chrétien : elle s'empara de Constantinople qu'elle pilla en 1204, entraînant la création de l'Empire latin de Constantinople. L'Empire byzantin et les autres « états grecs » (comme les nommaient les croisés) furent gravement affectés et même si les chrétiens d'Orient reprirent leur capitale en 1261, ils ne se relevèrent jamais complètement de cette attaque et se sentirent dès lors assiégés sur deux fronts, par les « Francs » à l'ouest et par les « Sarrasins » à l'est. Les croisades suivantes furent toutes de plus faible envergure et menées à l'initiative personnelle de monarques comme Louis IX de France pendant les Septième et Huitième croisades. Elles furent incapables d'enrayer l'isolement des États croisés, qui furent tous repris par les musulmans en 1291.

### Ordres hospitaliers, militaires et religieux
L'une des conséquences des croisades fut l'apparition d'ordres hospitaliers comme les Hospitaliers ou d'ordres militaires comme les Templiers qui alternaient la vie monastique en temps de paix avec la vie militaire en temps de guerre. En Espagne, la Reconquista vit la formation de nouveaux ordres militaires comme ceux de Calatrava et de Santiago. Les croisades ne furent pas uniquement lancées en direction du Proche-Orient et certaines visèrent des cultes chrétiens que l'Église catholique jugeait « schismatiques » (cas de la Quatrième croisade) ou « hérétiques » (cas de la Croisade des albigeois contre les cathares dans le sud de la France au XIIIe siècle ou des Croisades contre les hussites en Bohême au XVe siècle). Des expéditions appelées « croisades baltes » furent également menées contre les « païens » des pays baltes. Les Chevaliers Porte-Glaive furent les premiers maîtres d'œuvre des croisades baltes au début du XIIIe siècle. Ils fusionnèrent ensuite avec l'ordre Teutonique, fondé dans les États croisés d'Orient, puis pourvu de privilèges pour conquérir et exploiter les rives orientales de la mer baltique riches en ambre, où il créa, à partir de la forteresse teutonique de Marienbourg en Prusse, l'État monastique des chevaliers Teutoniques, une théocratie qui lutta longuement contre la Pologne, la Lituanie et la Novgorodie qui limitèrent son expansion au sud et à l'est.

### Vie intellectuelle

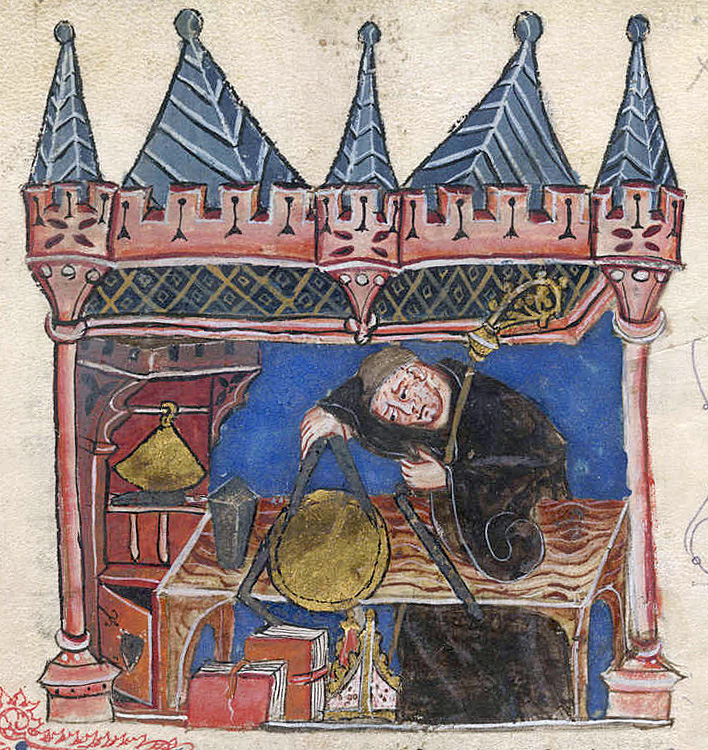
Enluminure du XIVe siècle représentant le mathématicien et horloger anglais Richard de Wallingford réalisant des mesures avec un compas.

Au XIe siècle, les développements philosophiques et théologiques entraînèrent une grande activité intellectuelle. Les débats opposaient ainsi les réalistes et les nominalistes sur le concept d'universaux. Les échanges philosophiques furent également stimulés par la redécouverte des travaux d'Aristote sur l'empirisme et le rationalisme, et des universitaires comme Pierre Abélard (d. 1142) et Pierre Lombard (d. 1164) introduisirent la logique aristotélicienne dans la théologie. Le début du XIIe siècle vit l'émergence des écoles de cathédrales dans toute l'Europe occidentale et le transfert des lieux de savoir des monastères vers les villes. Ces écoles furent à leur tour supplantées par les universités qui furent créées dans les grandes villes européennes. L'association de la philosophie et de la théologie donna naissance à la scolastique visant à concilier la théologie chrétienne avec la philosophie antique et qui culmina dans les travaux de Thomas d'Aquin (d. 1274) et de sa Summa Theologica.
La culture de la noblesse (sinon ses mœurs et pratiques) fut marquée par le développement des idéaux chevaleresques et de l'amour courtois. Cette culture s'exprimait en langue vernaculaire plutôt qu'en latin et comprenait des poèmes, des récits et des chants populaires propagés par des troubadours et les ménestrels, souvent en occitan médiéval. Les histoires étaient souvent rédigées sous la forme de chansons de geste relatant des épopées chevaleresques telles que la Chanson de Roland ou la Chanson d'Antioche. Des récits historiques et religieux furent également produits comme l'Historia regum Britanniae de Geoffroy de Monmouth (d. c. 1155) sur l'histoire légendaire de l'Angleterre et notamment celle du Roi Arthur,. D'autres travaux étaient plus historiques comme la Gesta Frederici imperatoris d'Otton de Freising (d. 1158) sur la vie de l'empereur Frédéric Barberousse ou la Gesta Regnum de Guillaume de Malmesbury (d. c. 1143) sur les rois d'Angleterre.
En Occident, le développement du droit civil fut stimulé par la redécouverte au XIe siècle du Corpus Juris Civilis de l'empereur romain d'Orient Justinien, et le droit romain fut enseigné à partir de 1100 environ à l'université de Bologne, l'une des plus anciennes d'Europe. Cela entraîna la rédaction et la standardisation des codes juridiques dans toute l'Europe. Le droit canon fut également développé et vers 1140, le moine Gratien, enseignant à Bologne, rédigea le décret de Gratien qui uniformisait les différentes règles canoniques. Les travaux des scientifiques musulmans influencèrent également la pensée européenne avec notamment le remplacement de la numération romaine par le système décimal de notation positionnelle et l'invention de l'algèbre qui permirent des études mathématiques plus approfondies. L'astronomie s'appuya sur la traduction du grec vers le latin de l'Almageste de Ptolémée, tandis que la médecine profita des travaux de l'école de Salerne.

### Technologie et armement

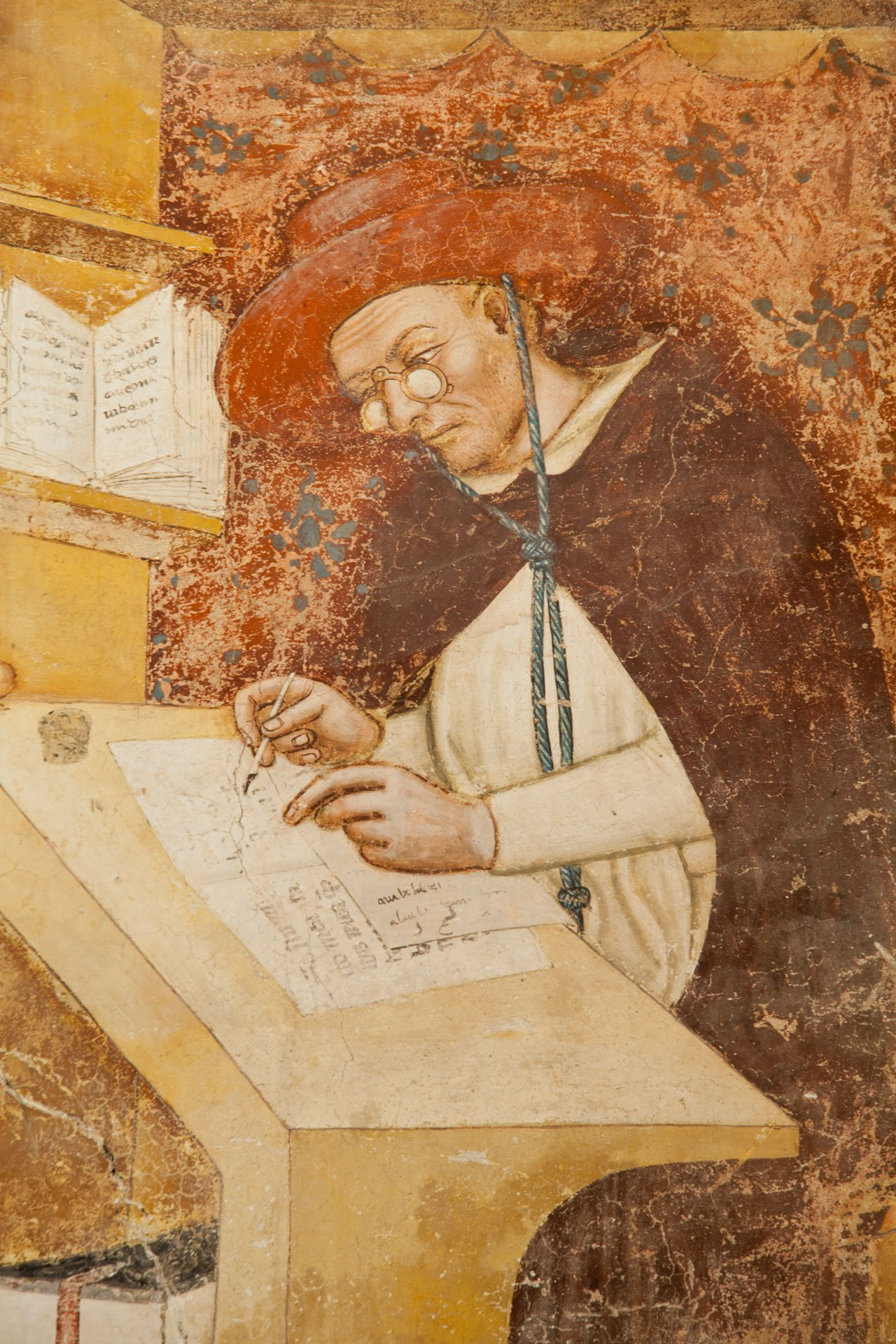
Ce portrait du cardinal Hugues de Saint-Cher par Tommaso da Modena en 1352 est l'une des premières représentations connues de lunettes.

Les XIIe et XIIIe siècles virent le développement d'innovations technologiques comme la généralisation des moulins à vent et à eau et l'invention de l'horloge mécanique, des spiritueux, de l'astrolabe et des lunettes de vue,. La mobilisation de nombreuses formes d'énergie se généralisa et s'intensifia : hydraulique, thermique, éolienne, animale. La rotation des cultures,, qui fut progressivement adoptée dans toute l'Europe, accrut l'usage de la terre et donc la production agricole. L'apparition de la charrue facilita l'exploitation des sols lourds, tandis que le collier d'épaule permit l'utilisation de chevaux de trait plus puissants que les ânes.
La construction des cathédrales et des châteaux témoigna des progrès des techniques de construction permettant l'édification de grands bâtiments en pierre ainsi que d'autres structures comme des hôtels de ville, des habitations, des ponts et des granges dîmières. Les techniques de construction navale s'améliorèrent grâce aux bordages à clin et à franc-bord à la place des mortaises et tenons utilisés depuis l'époque romaine. L'utilisation des voiles latines et du gouvernail d'étambot permit d'accroître la vitesse et la manœuvrabilité des navires.
Sur le plan militaire, la domination de la cavalerie lourde s'estompa avec l'apparition de fantassins spécialisés comme les piquiers, les archers et les arbalétriers. Cela entraîna l'accroissement des protections avec des heaumes protégeant complètement le visage et l'utilisation de bardes pour les chevaux. Du fait du nombre important de châteaux forts, la guerre de siège se développa avec la réutilisation de modèles antiques comme la catapulte ou le bélier et l'invention de nouveaux engins comme le trébuchet. L'utilisation de la poudre à canon est attestée en Europe dès la fin du XIIIe siècle et les armes à feu comme les canons et les armes portatives se répandirent durant le Moyen Âge tardif.

### Art et architecture

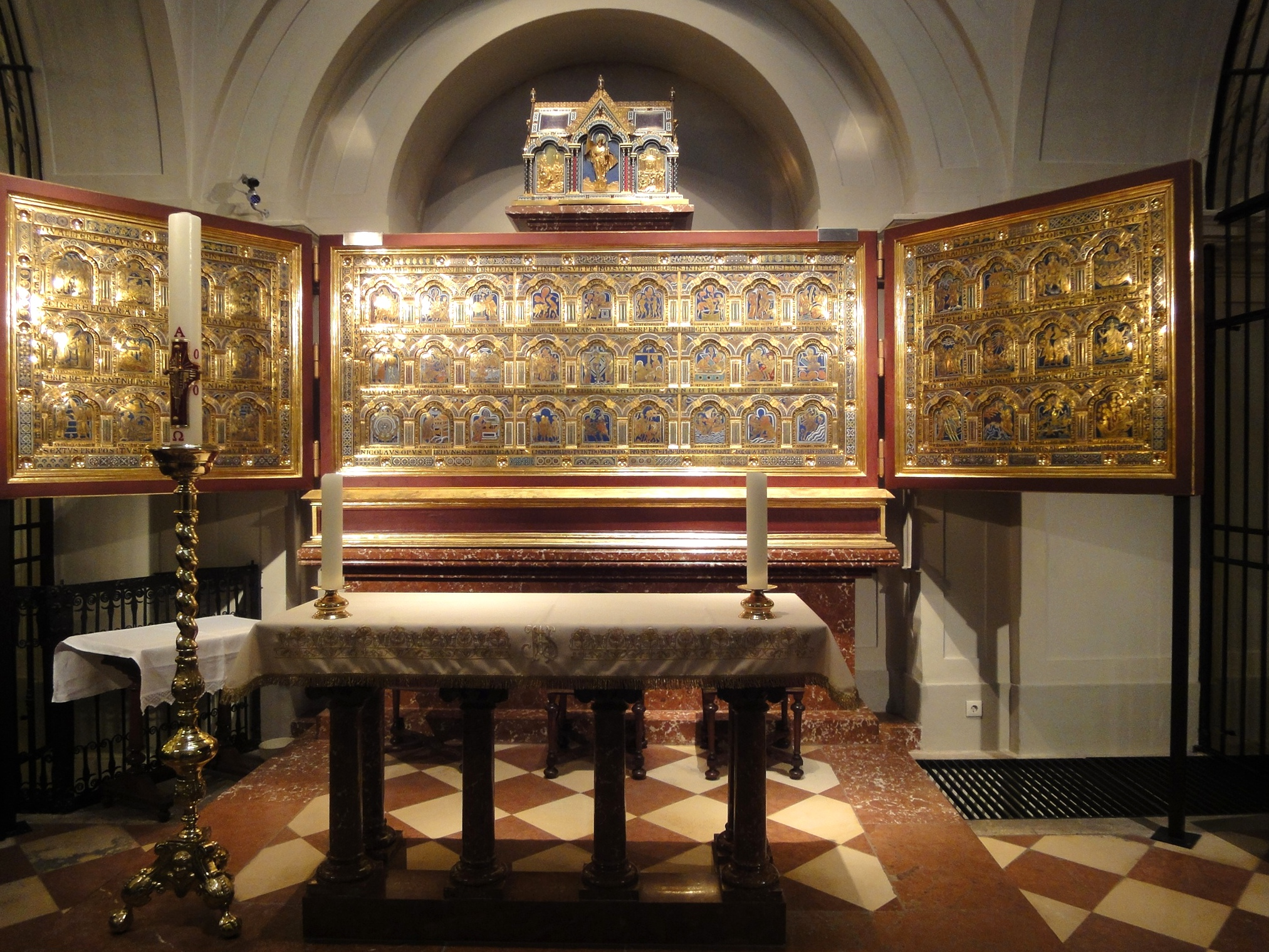
Ambon de l'abbaye de Klosterneuburg en Autriche réalisé par Nicolas de Verdun vers 1180

Au Xe siècle, l'architecture des monastères et des églises reprenait les styles utilisés dans la Rome antique, d'où le terme d'architecture romane. À la suite des premières constructions suivant le roman primitif, de nombreuses églises en pierre furent construites avec une remarquable homogénéité dans toute l'Europe avant l'an mil. Le style se composait d'épais murs de pierre, de petites ouvertures surmontées d'arches semi-circulaires et, notamment en France, de voûtes en arc. Les grands portails décorés de reliefs colorés représentant des scènes mythologiques devinrent un élément central des façades,. Les murs intérieurs étaient également peints et un suivaient un schéma commun avec des scènes du Jour du jugement sur le mur occidental du transept, un Christ en gloire à l'est et des scènes bibliques dans la nef ou, dans le cas de l'abbaye française de Saint-Savin-sur-Gartempe, sur sa voûte en berceau. L'art roman, en particulier son orfèvrerie, connut son apogée avec l'art mosan et des artistes comme Nicolas de Verdun (d. 1205) ; les fonts baptismaux de la collégiale Saint-Barthélemy de Liège sont un exemple de ce style presque classique et contrastent par exemple avec le chandelier de Gloucester presque contemporain.

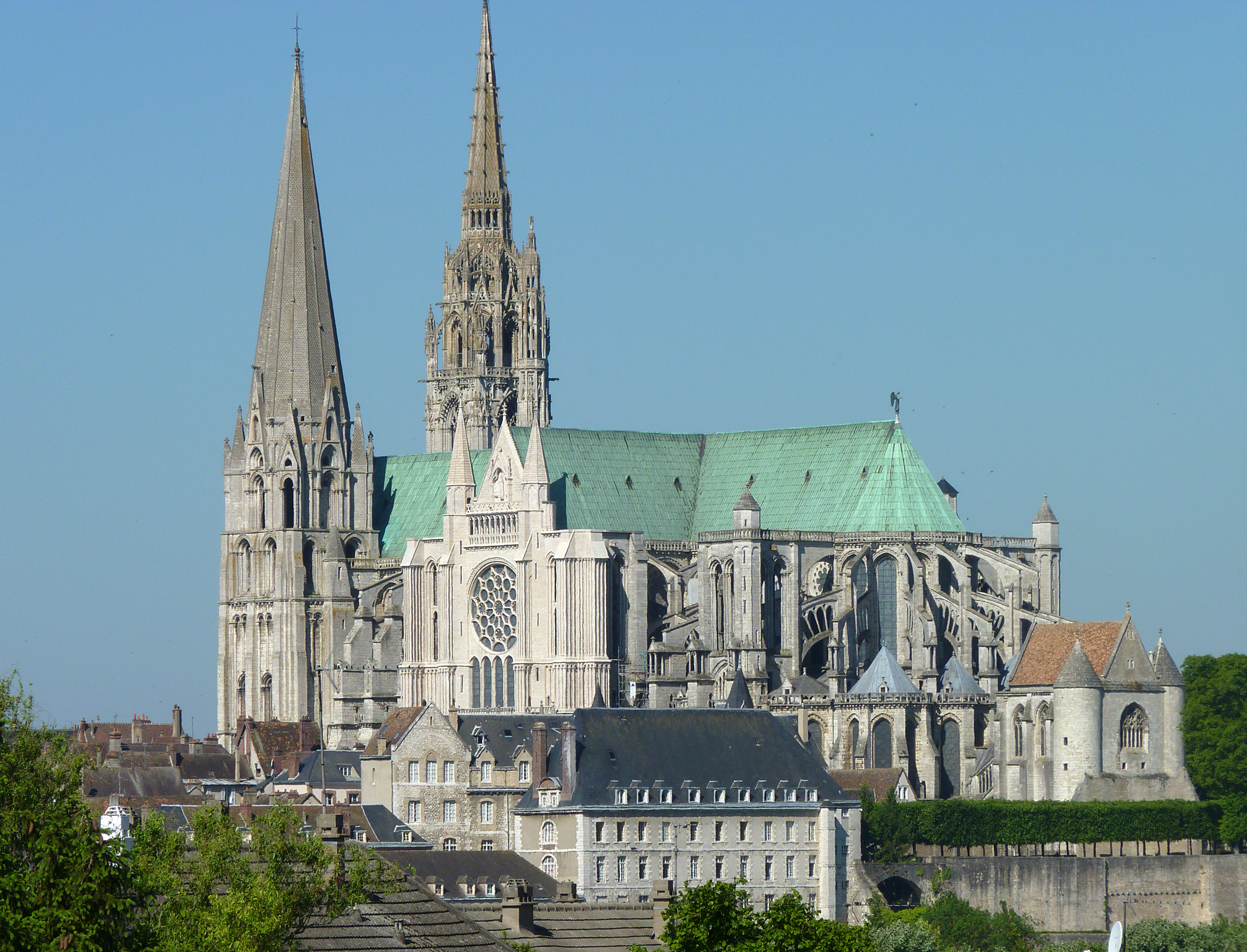
Exemple d'architecture gothique : la cathédrale Notre-Dame de Chartres en France

À partir du XIIe siècle, les bâtisseurs français développèrent l'architecture gothique marquée par l'utilisation de croisées d'ogives, d'arcs-boutants et de larges vitraux. Elle fut largement utilisée dans la construction de cathédrales avec des exemples remarquables à Chartres et Reims en France et à Salisbury en Angleterre. Les vitraux étaient des éléments essentiels des cathédrales qui continuaient à posséder des peintures murales ayant aujourd'hui presque entièrement disparu.
Durant cette période, la réalisation des enluminures des manuscrits passa progressivement des monastères à des ateliers laïcs et les livres d'heures à destination des laïcs se développèrent. L'orfèvrerie commença à faire appel à l'émail de Limoges pour les reliquaires et les croix. En Italie, les innovations de Cimabue (d. c. 1302) et de Duccio (d. c. 1318) sur la peinture sur panneau et les fresques furent suivies par celles de Giotto (d. 1337) et donnèrent naissance au mouvement de la Pré-Renaissance. La musique médiévale était principalement de nature religieuse ; le chant grégorien en était la principale forme et il se diversifia durant le Moyen Âge central avec l'apparition de l'organum, du conduit et du motet. La notation musicale fut également inventée à cette période.

### Vie ecclésiastique
La réforme monastique devint un sujet important au XIe siècle car les élites commencèrent à s'inquiéter de l'accumulation de richesses par les monastères, tandis que la Papauté critiquait leur corruption. L'abbaye de Cluny fondée dans le centre de la France en 909 fut créée sur la base d'un respect rigoureux des règles monastiques. Elle cherchait à maintenir un niveau élevé de vie spirituelle en se plaçant sous la protection de la Papauté et élisait son propre abbé sans interférence de la part des laïcs ; elle disposait ainsi d'une indépendance économique et politique par rapport aux seigneurs locaux. Cluny gagna rapidement une réputation d'austérité et de rigueur et elle fut rapidement imitée dans toute l'Europe.

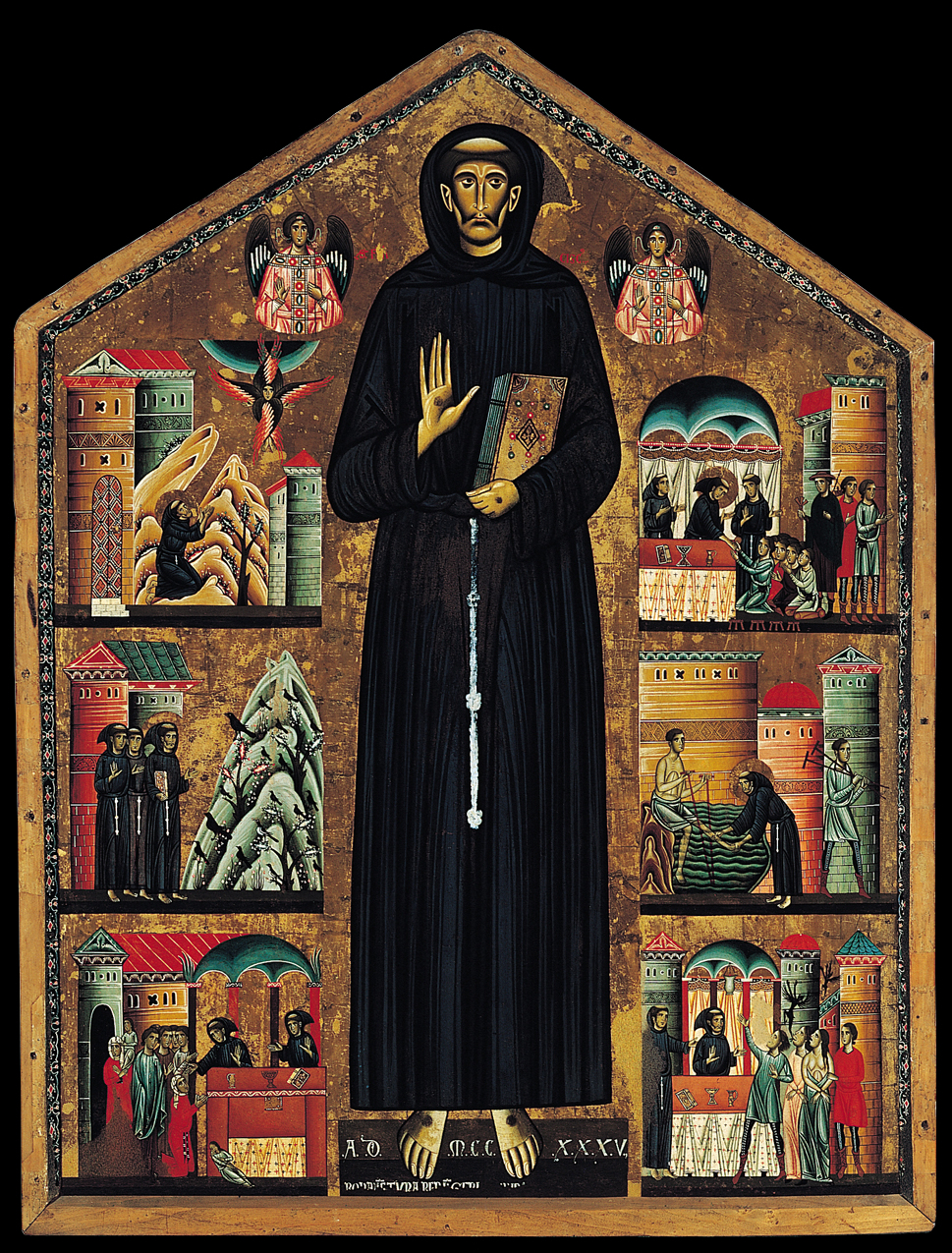
Le fondateur de l'ordre Franciscain, François d'Assise, représenté par Bonaventura Berlinghieri en 1235.

Ces évolutions inspirèrent des changements dans le clergé séculier. Ceux-ci furent initiés par le pape Léon IX (pape 1049-1054) et l'idée d'indépendance cléricale fut la cause de la querelle des Investitures de la fin du XIe siècle. Le pape Grégoire VII (pape 1073-85) et l'empereur Henri IV s'opposèrent initialement sur la question de la nomination des évêques mais la dispute s'élargit au sujet du célibat des prêtres et de la simonie. L'empereur considérait que la protection de l'Église était une de ses prérogatives et voulait conserver le droit de nommer les évêques de son choix mais la Papauté insista sur l'indépendance de l'Église par rapport aux seigneurs laïcs. Le concordat de Worms de 1122 permit de résoudre une partie de ces questions mais la querelle marqua une étape importante dans la création d'une monarchie papale séparée mais égale aux autorités laïques et elle renforça les princes allemands aux dépens de l'empereur.
Le Moyen Âge central vit également le développement de nouveaux mouvements religieux comme les ordres monastiques des Chartreux et des Cisterciens. Ces ordres furent créés en réponse aux inquiétudes des laïcs qui estimaient que le monachisme bénédictin ne répondait plus à leurs besoins et qui voulaient revenir au monachisme ermite plus simple des débuts du Christianisme. Les pèlerinages furent ainsi encouragés ; les anciens sites comme Rome, Jérusalem et Saint-Jacques-de-Compostelle accueillirent un plus grand nombre de visiteurs, tandis que de nouveaux lieux comme Monte Gargano et Bari se développèrent. Au XIIIe siècle, les ordres mendiants comme les Franciscains et les Dominicains, ayant fait vœu de pauvreté et se consacrant entièrement à la vie religieuse, furent approuvés par la Papauté. À l'inverse, les Vaudois, les Umiliati et les Cathares, qui cherchaient également à revenir au christianisme originel[réf. nécessaire], furent qualifiés d'hérétiques, persécutés voire éliminés avec l'aide de l'Inquisition médiévale.

## Moyen Âge tardif

### Société et économie

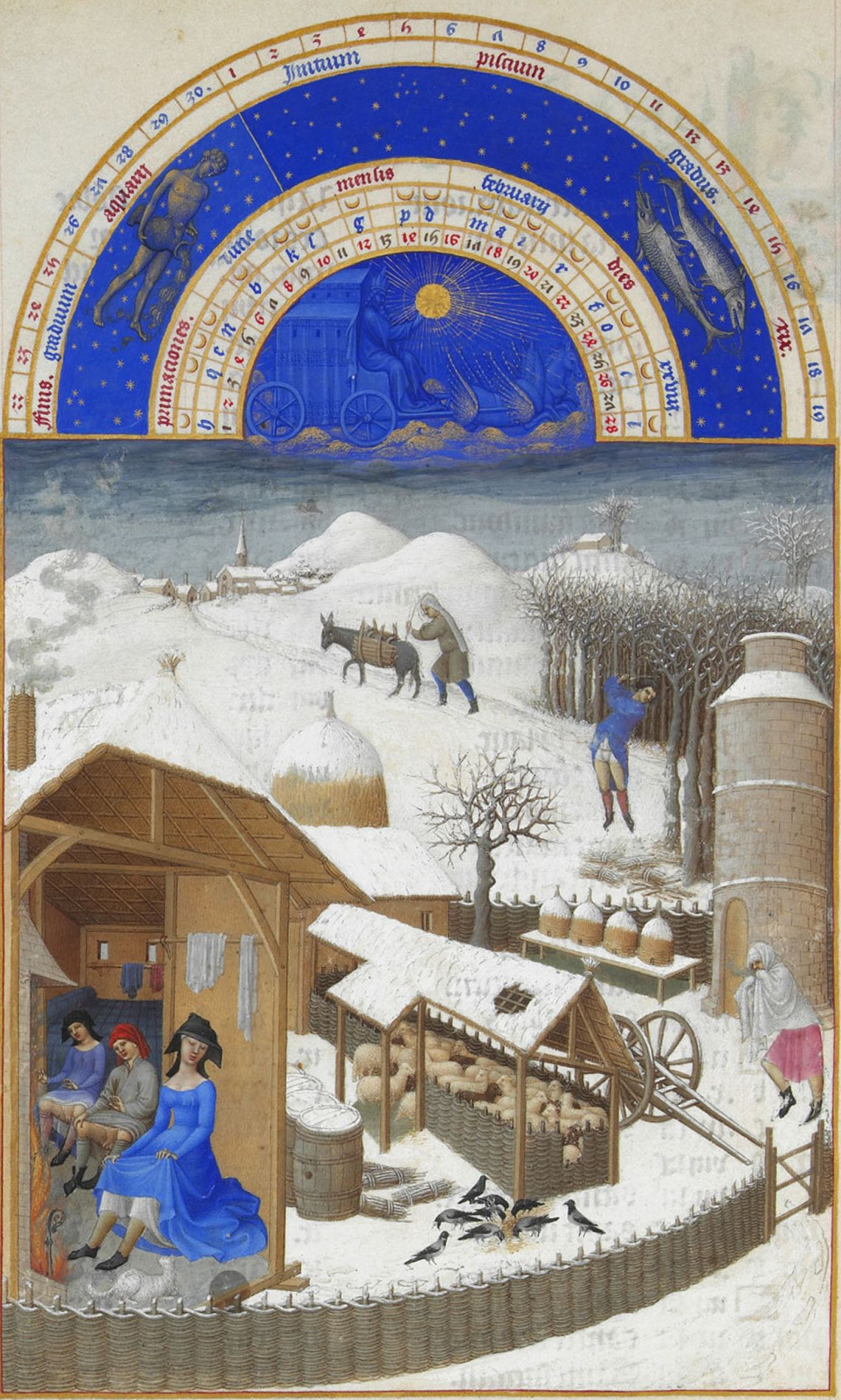
Les Très Riches Heures du duc de Berry Folio 2, verso : février.

Les premières années du XIVe siècle furent marquées par la transition de l'optimum médiéval vers le petit Âge glaciaire. Les années 1313-1314 et 1317-1321 furent particulièrement pluvieuses dans toute l'Europe et l'échec des récoltes provoqua une série de famines dont la plus importante, est celle de la Grande famine de 1315-1317, fit plusieurs millions de morts. Ce changement climatique qui s'accompagna d'une baisse des températures entraîna une détérioration de la situation économique.

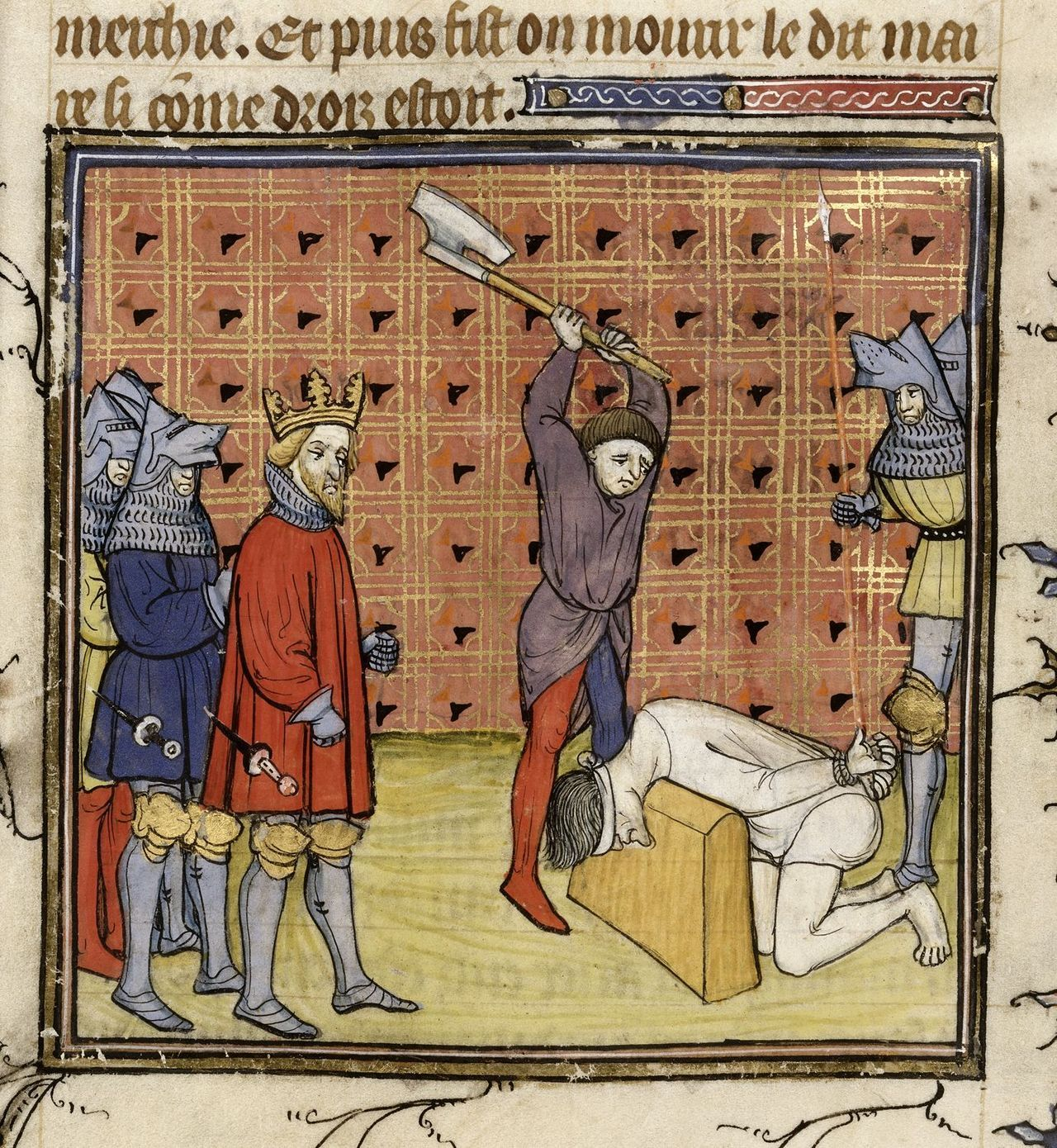
Exécution des meneurs d'une jacquerie devant le roi Charles II de Navarre ; enluminure issue des Chroniques de Saint-Denis réalisée au XIVe siècle.

Ces difficultés furent suivies en 1347 par une épidémie de peste surnommée la Peste noire. Originaire d'Asie, la maladie se répandit rapidement à toute l'Europe et tua probablement un tiers de la population en quelques années. Les villes furent particulièrement touchées en raison de la forte densité de population ; la ville de Lübeck en Allemagne perdit ainsi 90 % de ses habitants. De vastes régions furent dépeuplées et les seigneurs avaient du mal à trouver assez de serfs pour cultiver leurs exploitations. Les terres les moins productives furent abandonnées et les survivants se concentrèrent sur les zones les plus fertiles. Si le servage déclina en Europe de l'Ouest, il se renforça à l'est car les seigneurs l'imposèrent à leurs sujets qui étaient jusqu'alors libres. Du fait du manque de main-d'œuvre, les salaires des ouvriers augmentèrent en Europe occidentale mais les autorités répondirent en adoptant des mesures pour limiter cet accroissement, comme l'Ordonnance des Travailleurs de 1349 en Angleterre. Ces tensions entraînèrent des soulèvements comme la Grande Jacquerie française de 1358 ou la révolte des paysans anglais de 1381. Le traumatisme de la peste noire entraîna un renforcement de la piété qui se traduisit par l'apparition des flagellants, tandis que les juifs furent accusés d'être responsables de l'épidémie.

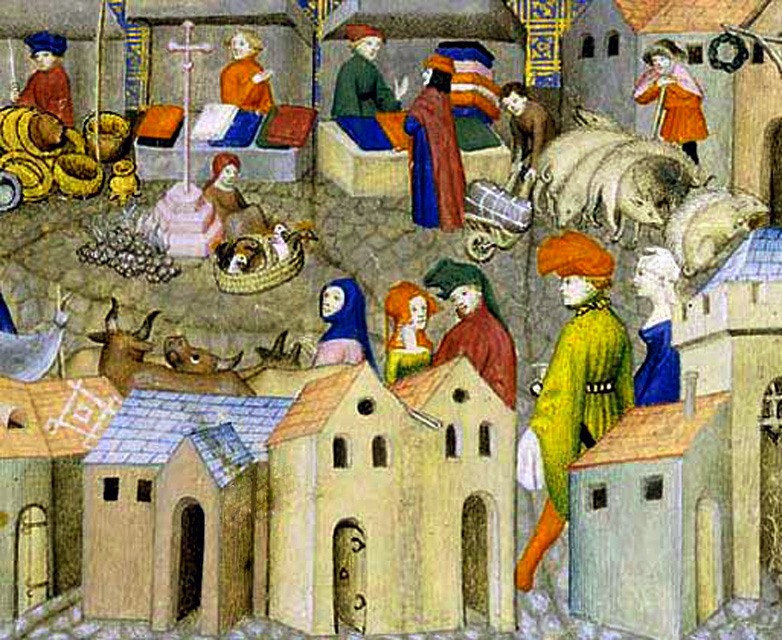
Scène de foire, Miniature extraite d'un manuscrit du Chevalier errant de Thomas III de Saluces, atelier du Maître de la Cité des dames, vers 1400-1405.

La Révolution commerciale (en) fut initiée dans le nord de l'Italie avec l'apparition des premières banques facilitant les échanges commerciaux. Les bénéficiaires de ces développements, comme les Fugger en Allemagne, les Médicis en Italie ou des individus comme Jacques Cœur en France, accumulèrent d'immenses fortunes et une large influence politique. Le système financier de l'Incanto des galées du marché permit la création de l'Arsenal de Venise employant des milliers d'employés et produisant des galères sur un rythme presque industriel. Les guildes se développèrent dans les villes et des organisations reçurent des monopoles sur le commerce de certains produits comme le Staple avec la laine en Angleterre. À l'inverse, les foires déclinèrent avec le développement de routes maritimes entre la Méditerranée et l'Europe du Nord et des villes comme Bruges devinrent des places financières de premier plan avec la création des premières bourses. Après la dépopulation causée par la Peste noire, les villes connurent une forte croissante démographique. Vers 1500, Venise, Milan, Naples, Paris et Constantinople comptaient chacune plus de 100 000 habitants, tandis qu'une vingtaine d'autres dépassaient les 40 000 personnes.

### Naissance des États-Nations

Carte de l'Europe en 1360.

Le bas Moyen Âge vit l'apparition de puissants États-Nations monarchiques comme l'Angleterre, la France, l'Aragon, la Castille et le Portugal. Les nombreux conflits internes renforcèrent l'autorité royale sur les seigneurs locaux mais le financement des guerres nécessitait l'augmentation des impôts et la création de méthodes de collecte plus efficaces. Le besoin d'obtenir le consentement des contribuables accrut les pouvoirs d'assemblées représentatives comme les États généraux en France et le Parlement d'Angleterre.
Tout au long du XIVe siècle, les rois de France cherchèrent à étendre leur autorité aux dépens de la noblesse mais les tentatives destinées à prendre le contrôle des possessions anglaises dans le sud-ouest de la France déclenchèrent la guerre de Cent Ans. Le début de ce conflit fut à l'avantage des Anglais, qui remportèrent les batailles de Crécy, de Poitiers et d'Azincourt et s'emparèrent de larges portions du territoire français. Ces défaites causèrent de graves troubles au sein du royaume de France, qui se traduisirent par les actions des grandes compagnies et la guerre civile entre Armagnacs et Bourguignons. La situation se retourna néanmoins au début du XVe siècle avec les succès de Jeanne d'Arc (d. 1431), qui permirent aux Français de reprendre l'ascendant. À la fin de la guerre en 1453, les Anglais ne possédaient plus sur le continent que la ville de Calais mais l'économie française avait été fortement affectée par les combats. Le conflit contribua à forger des identités nationales des deux côtés de la Manche. Les affrontements témoignèrent également de l'évolution des techniques militaires et l'arc long anglais souverain au début du conflit montra son infériorité face à l'artillerie de campagne à la fin de la guerre comme lors de la bataille de Castillon en 1453.

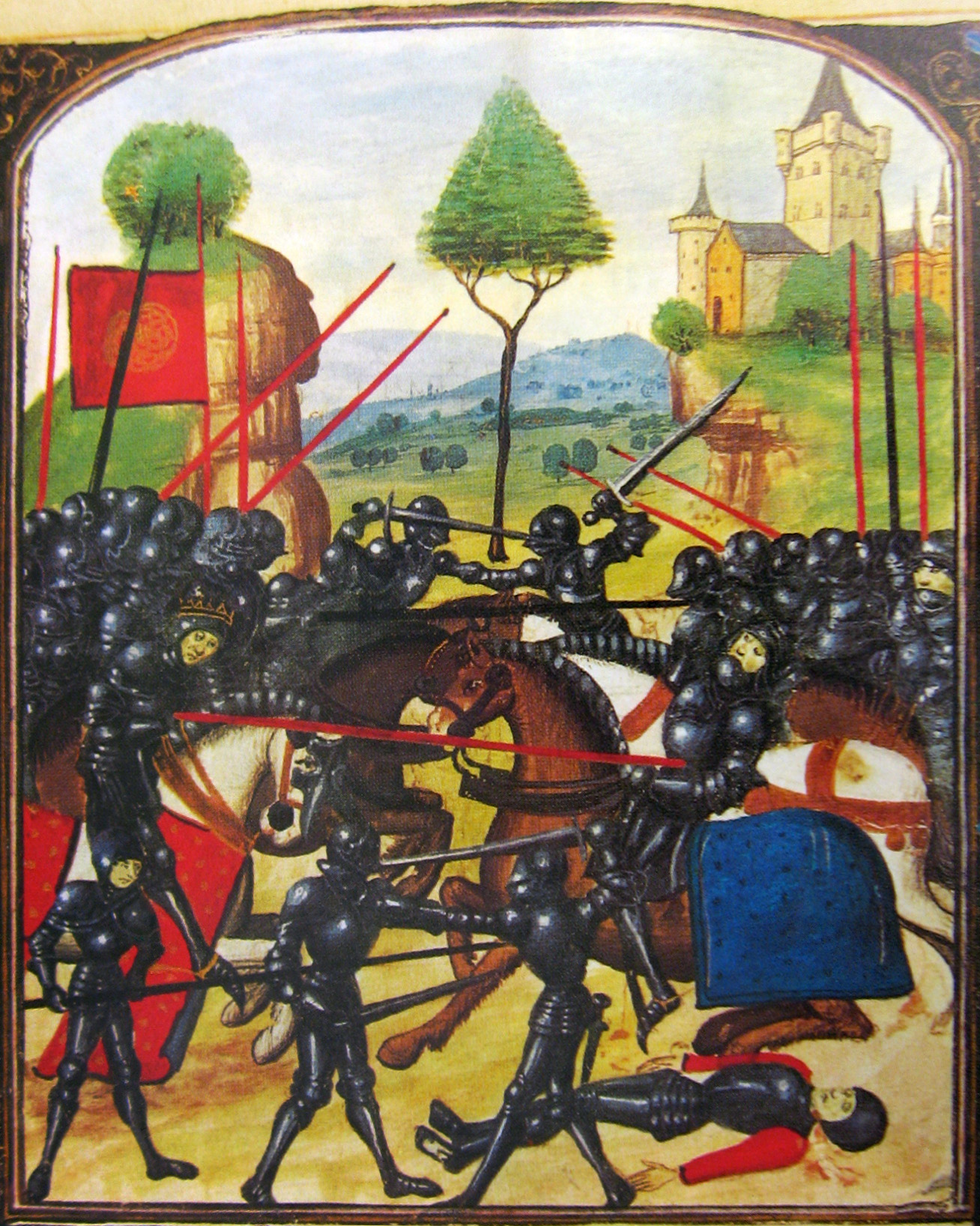
Illustration de la bataille de Barnet durant la guerre des Deux-Roses.

Dans le territoire de l'actuelle Allemagne, le Saint-Empire continua d'exister mais le choix de l'empereur se faisant par élection après la Bulle d'or de 1356, aucun véritable État-Nation ne put se constituer autour d'une dynastie durable et l'Empire resta un regroupement lâche de plusieurs centaines d'entités. À l'est, les royaumes de Pologne, de Hongrie et de Bohême se renforcèrent, tandis que les principautés russes commencèrent à émerger du joug tatar. Dans la péninsule ibérique, les royaumes chrétiens continuèrent de reprendre des territoires aux musulmans malgré les rivalités et les crises de succession,. En Angleterre, la fin de la guerre de Cent Ans fut suivie par une longue guerre civile appelée guerre des Deux-Roses, qui ne se termina que dans les années 1490 avec la victoire de la maison Tudor d'Henri VII (r. 1485–1509) lors de la bataille de Bosworth en 1485. La Scandinavie fut unifiée par l'union de Kalmar durant tout le XVe siècle mais le mécontentement de la noblesse suédoise (en) concernant la centralisation au Danemark et le bain de sang de Stockholm en 1520 entraînèrent la désintégration de l'union trois ans plus tard.

### Effondrement de l'Empire byzantin
Même si les empereurs de la dynastie des Paléologues reprirent Constantinople aux croisés en 1261, l'Empire n'était plus composé que d'une petite portion des Balkans autour de Constantinople et de territoires côtiers au sud de la mer Noire et autour de la Mer Égée. Ses anciennes possessions dans les Balkans avaient été divisées entre les nouveaux royaumes de Serbie (en) et de Bulgarie. La situation byzantine se détériora encore plus avec l'émergence en Asie mineure au XIIIe siècle de la tribu turque des Ottomans, qui s'étendit vers l'ouest tout au long du XIVe siècle. La Bulgarie devint un vassal en 1366 tout comme la Serbie après la défaite de Kosovo en 1389. Inquiets de cette expansion sur des terres chrétiennes, les Européens de l'ouest déclarèrent une croisade mais leur armée fut battue à la bataille de Nicopolis en 1396. Au début du XVe siècle, l'Empire byzantin se réduisait à quelques territoires autour de Constantinople et la ville fut finalement prise par les Ottomans de Mehmed II en 1453.

### Controverses au sein de l'Église catholique romaine

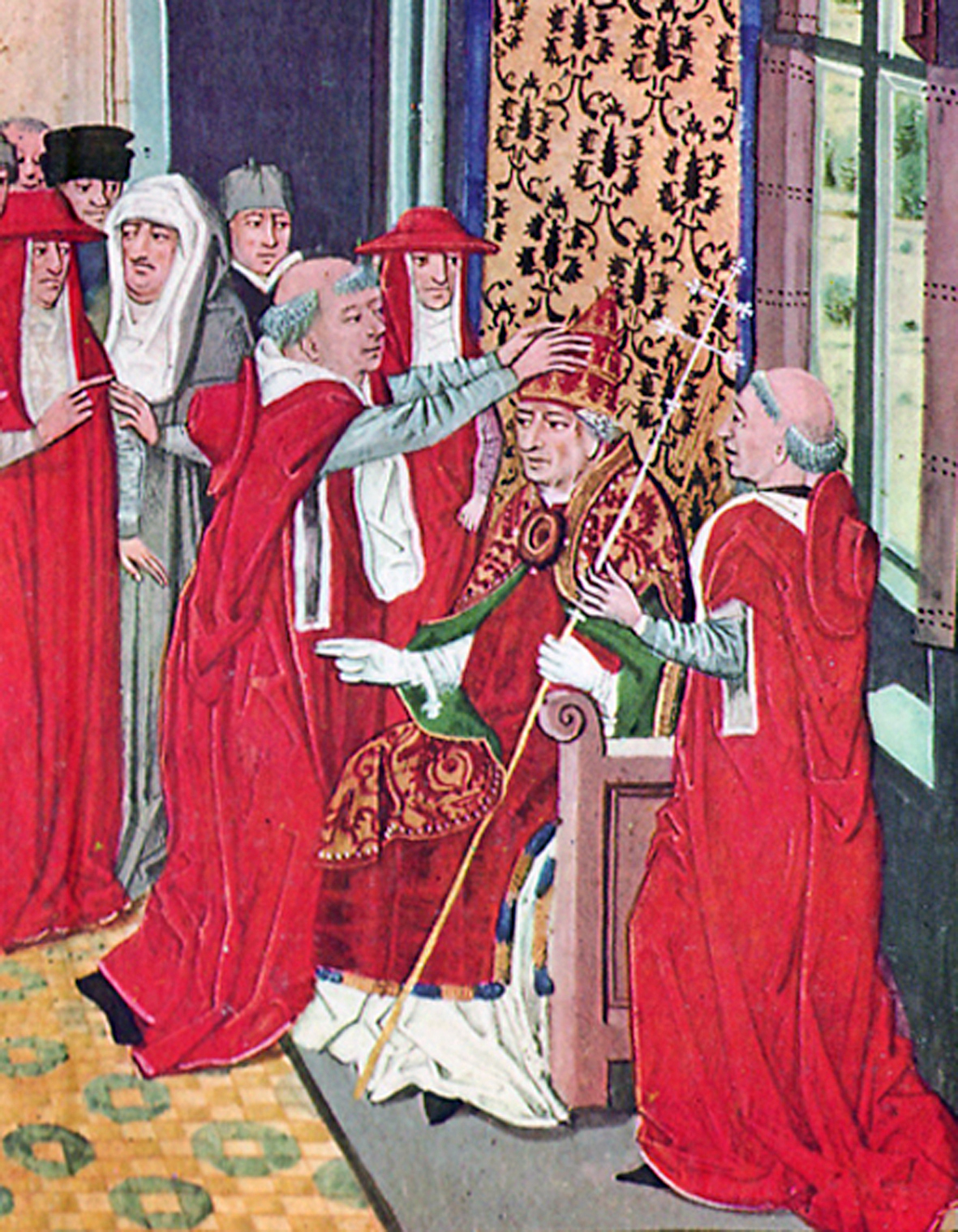
Couronnement du pape Grégoire XI par l'archevêque de Lyon Guy de Boulogne dans une miniature des Chroniques de Jean Froissart (d. 1404)

Sur le plan religieux, le XIVe siècle fut marqué par la Papauté d'Avignon de 1305-1378, durant laquelle le pape résida dans la ville du même nom dans le sud de la France. Cette situation était liée à l'affrontement entre le pape Boniface VIII et le roi Philippe IV le Bel concernant l'autorité pontificale. Après la mort rapide du successeur de Boniface VIII, le conclave désigna Clément V (pape 1305-1314), qui refusa de se rendre à Rome et fit venir la Curie à Avignon quatre ans plus tard. Durant cet exil, parfois qualifié de « captivité babylonienne », la Papauté passa sous l'influence grandissante de la Couronne de France. Le pape Grégoire XI (pape 1370-1378) décida de retourner à Rome en 1377 mais les conflits en Italie et l'autoritarisme réformateur de son successeur Urbain VI (pape 1378-1389) provoquèrent le Grand Schisme d'Occident. Durant cette période qui dura de 1378 à 1418, il y eut deux puis trois papes rivaux, chacun soutenu par des États différents. Après un siècle de troubles, l'empereur Sigismond organisa en 1414 le concile de Constance, qui déposa deux des papes rivaux et désigna Martin V (pape 1417-1431) comme seul pape.
En plus de ce schisme, l'Église catholique était traversée par des controverses théologiques. Le théologien anglais John Wyclif (d. 1384) fut ainsi condamné pour hérésie après avoir traduit la Bible en anglais et avoir rejeté la doctrine de la transsubstantiation. Ses écrits influencèrent le mouvement des Lollards en Angleterre et des Hussites en Bohème. Cette dernière révolte fut aussi inspirée par les travaux du moine Jan Hus, qui fut brûlé vif pour hérésie en 1415. Les accusations d'hérésie furent également détournées pour servir des besoins politiques, et la dissolution de l'Ordre du Temple en 1312 permit le partage de leur fortune entre le roi Philippe IV de France et les Hospitaliers
Le rejet de ces évolutions théologiques par la Papauté éloigna le clergé des laïcs et ce fossé fut accentué par l'accroissement du commerce des indulgences et le pontificat marqué par les excès et le népotisme d'Alexandre VI (pape 1492-1503). Des mystiques comme maître Eckhart (d. 1327) ou Thomas a Kempis (d. 1471) rédigèrent des travaux appelant les laïcs à se concentrer sur leur vie spirituelle intérieure, ce qui posa les bases de la Réforme protestante du XVIe siècle. Aux côtés du mysticisme, les croyances concernant la sorcellerie se répandirent ; l'Église ordonna l'éradication de ces pratiques en 1484 et elle publia le Malleus Maleficarum (« Marteau des Sorcières ») en 1486, qui servit de base à la chasse aux sorcières.

### Vie intellectuelle

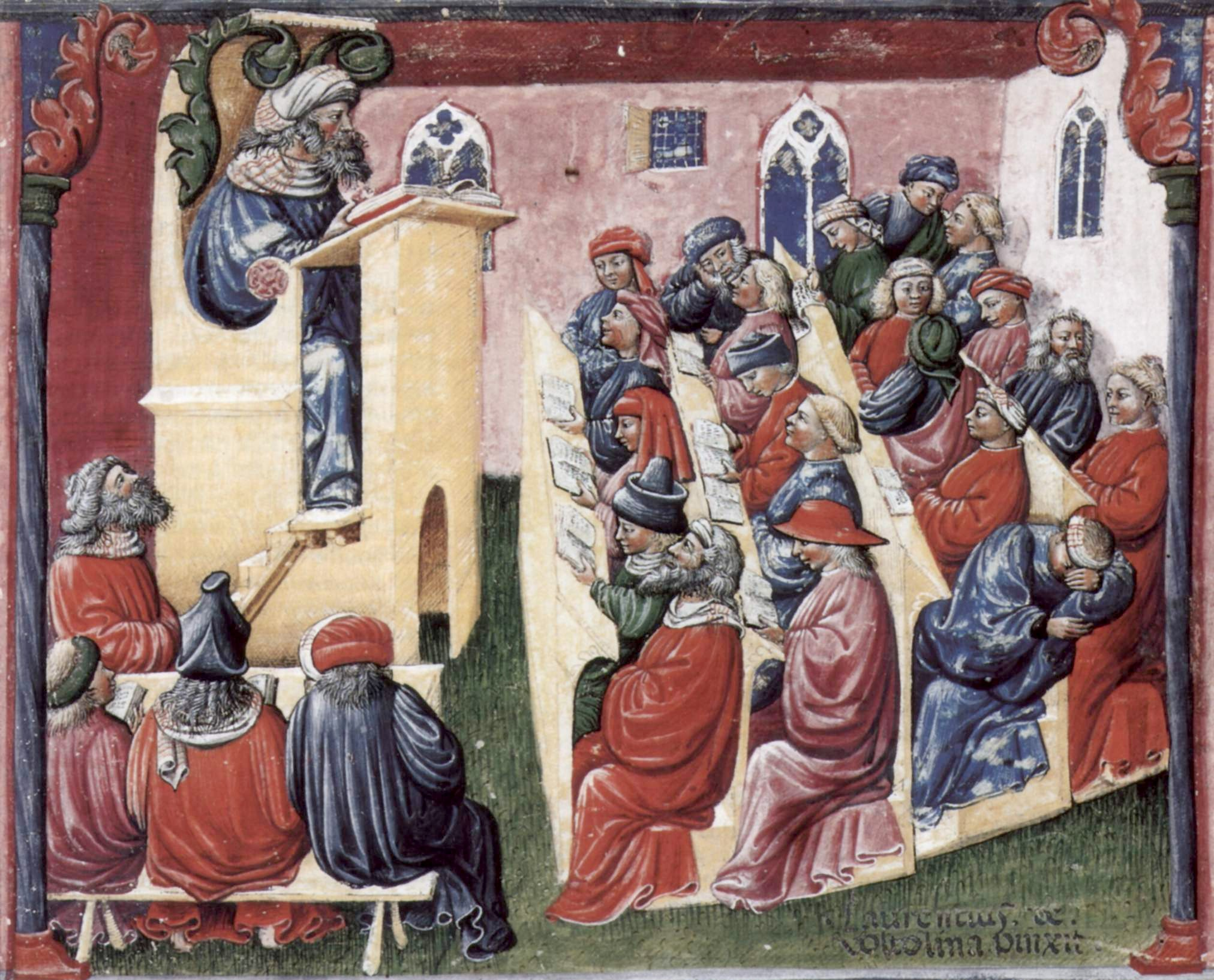
Salle de classe de l'université de Bologne au XIVe siècle

Le Moyen Âge tardif connut une réaction contre la scolastique menée par l'Écossais Jean Duns Scot (d. 1308) et l'Anglais Guillaume d'Ockham (d. c. 1348), qui s'opposaient à l'application de la raison à la foi. Ockham insista sur le fait que le fonctionnement différent de la foi et de la raison permettait la séparation entre la science et la théologie. Dans le domaine juridique, le droit romain s'imposa dans les secteurs auparavant régulés par le droit coutumier sauf en Angleterre, où le système de common law resta dominant.
L'éducation restait principalement centrée sur la formation du futur clergé. Les apprentissages des bases comme la lecture ou le calcul continuaient de se faire en famille ou auprès du prêtre du village mais les études supérieures du trivium (grammaire, rhétorique et dialectique) se faisaient dans les écoles de cathédrales et dans les universités se trouvant dans les villes. L'emploi des langues vernaculaires s'accrut avec des auteurs comme Dante (d. 1321), Pétrarque (d. 1374) et Boccace (d. 1375) en Italie, Geoffrey Chaucer (d. 1400) et William Langland (d. c. 1386) en Angleterre et François Villon (d. 1463) et Christine de Pizan (d. c. 1430) en France. Les ouvrages de nature religieuse continuaient de représenter la majorité des éditions et étaient généralement rédigés en latin mais la demande d'hagiographies en langues vernaculaires s'accrut chez les laïcs. Cette évolution fut alimentée par le mouvement Devotio moderna et la formation des Frères de la vie commune mais également par les travaux des mystiques allemands comme Maître Eckhart et Jean Tauler (d. 1361). Le théâtre du Moyen Âge était très souvent de nature religieuse même si les formes étaient plus variées. Les drames liturgiques côtoyaient les farces, les moralités et à la fin de la période, les mystères. À la fin du Moyen Âge, le développement de la presse typographique entraîna la création de maisons d'édition dans toute l'Europe et facilita la production des livres. Les taux d'alphabétisation s'accrurent mais restèrent néanmoins à un niveau assez bas ; on estime ainsi qu'un homme sur dix et une femme sur cent savaient lire en 1500.
Dès la fin du XIIIe siècle, des explorateurs européens comme le Vénitien Marco Polo (d. 1324) cherchèrent de nouvelles routes commerciales vers l'Asie. L'attrait des richesses et des produits d'Extrême-Orient dont l'approvisionnement était contrôlé par les marchands arabes et vénitiens poussa à la recherche de voies maritimes permettant de contourner leur monopole. À partir de 1415, le prince portugais Henri le Navigateur (d. 1460) encouragea l'exploration maritime des côtes occidentales de l'Afrique et les îles Canaries, les Açores et le Cap-Vert furent découverts avant sa mort. L'introduction de navires plus performants comme les caravelles permit aux navigateurs portugais de longer les côtes africaines jusque dans l'hémisphère sud et en 1486, Bartolomeu Dias franchit le cap de Bonne-Espérance et la pointe sud de l'Afrique. Deux ans plus tard, Vasco de Gama arriva en Inde et ramena avec lui un chargement d'épices dont la valeur était considérable en Europe. Les expéditions portugaises furent imitées par d'autres pays européens et en 1492, le marin génois Christophe Colomb découvrit l'Amérique pour le compte de la Couronne d'Espagne, tandis que l'Angleterre finança le voyage de Jean Cabot (d. c. 1499) qui explora les actuelles provinces maritimes du Canada en 1497.

### Technologie et armement
L'infanterie et la cavalerie légère continuèrent à se répandre aux dépens de la cavalerie lourde. Les armures devinrent de plus en plus perfectionnées avec l'apparition d'armures de plates offrant une meilleure protection contre les armes à feu. Les armes d'hast devinrent l'armement standard de l'infanterie et leur utilisation fut notamment illustrée par les mercenaires suisses et germaniques. La composition des armées évolua également avec l'emploi grandissant de mercenaires comme les condottieres recrutés par les cités-États italiennes (en). À l'inverse, le bas Moyen Âge vit l'apparition des premières unités professionnelles permanentes comme les compagnies d'ordonnance françaises.

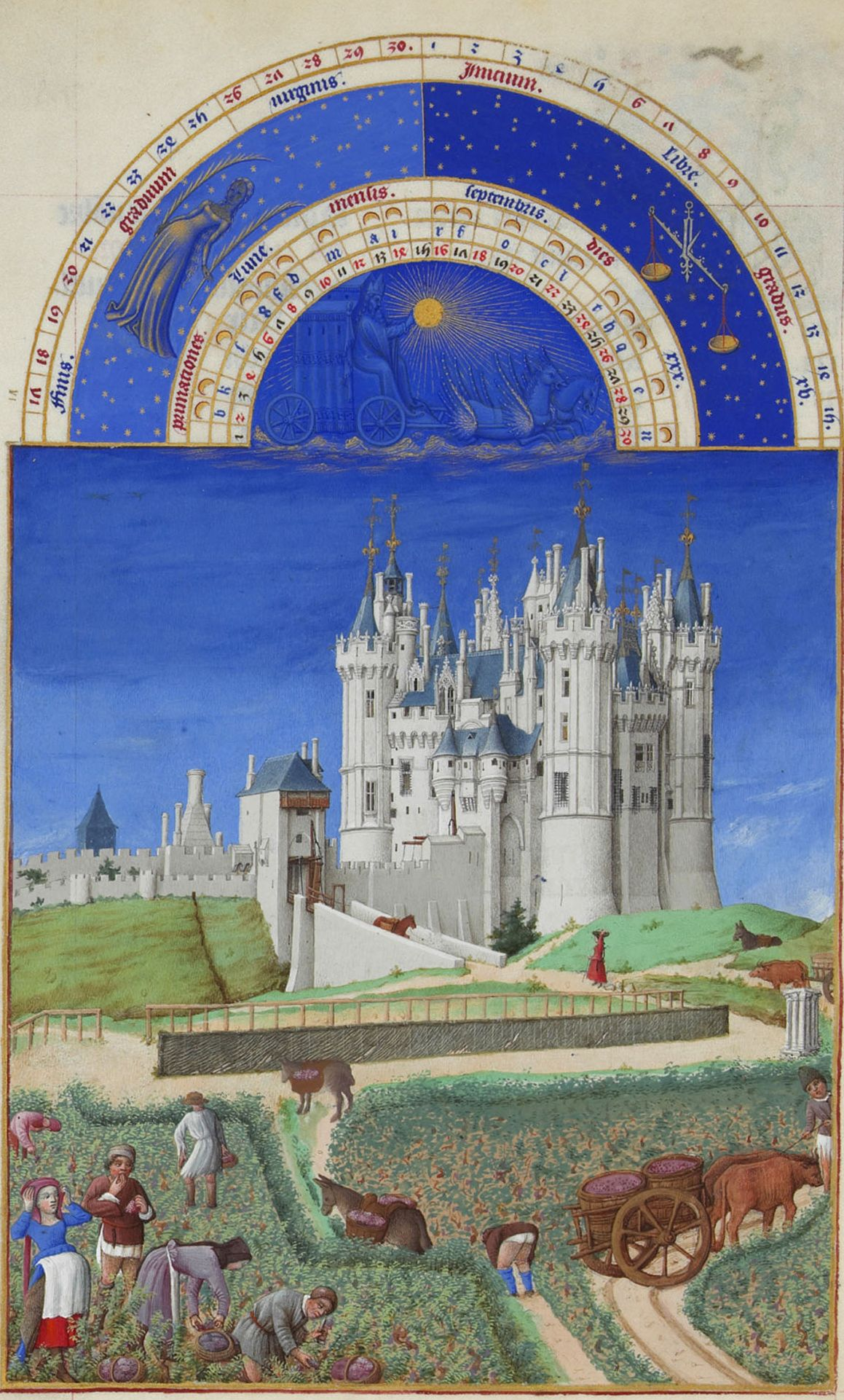
Scène du mois de septembre dans Les Très Riches Heures du duc de Berry du XVe siècle.

L'élevage de moutons à laine longue autorisa la réalisation de textiles plus résistants tandis que le remplacement de la quenouille traditionnelle par le rouet permit d'accroître fortement la production du filage. L'habillement fut révolutionné par l'apparition de boutons permettant un meilleur ajustement des vêtements. Les moulins à vent furent améliorés par la création de moulin-tours qui pouvaient pivoter afin d'être utilisés quelle que soit la direction du vent. L'apparition du haut fourneau en Suède vers 1350 accrut la production et la qualité du fer. Les premiers brevets furent créés en 1447 à Venise pour protéger les droits des inventeurs.

### Art et architecture
En Italie, le Moyen Âge tardif correspondit avec les périodes culturelles du Trecento et du Quattrocento, qui virent la transition vers le mouvement de la Première Renaissance. À l'inverse, l'Europe du Nord et l'Espagne poursuivirent l'utilisation de l'art gothique, qui devint de plus en plus élaboré jusqu'à la fin de la période. Ces raffinements donnèrent naissance au gothique international, dont les plus beaux exemples furent Les Très Riches Heures du duc de Berry dont la réalisation s'étala sur tout le XVe siècle ou la coupe de sainte Agnès. Le Primitif flamand représenté par des artistes comme Jan van Eyck (d. 1441) et Rogier van der Weyden (d. 1464) rivalisa avec les mouvements picturaux de l'Italie. Le mécénat se développa chez les classes marchandes d'Italie et des Flandres, qui commandèrent des peintures, des bijoux, du mobilier et des faïences. La production de soie se développa en Italie et dans le sud de la France, et cela permit aux élites et aux églises de ne plus dépendre des importations byzantines ou musulmanes. L'industrie de la tapisserie se développa en France et dans les Flandres avec des productions comme la Tenture de l'Apocalypse ou La Dame à la licorne.
Dans les églises et les cathédrales, les tombes et les caveaux devinrent plus élaborés, tandis que les retables et les chapelles se répandirent. À partir des années 1450, les livres imprimés se répandirent même s'ils restaient coûteux ; environ 30 000 éditions d'incunables furent réalisées avant 1500. En Europe du Nord, des petits ouvrages xylographiés, les incunables xylographiques, presque tous religieux, devinrent accessibles même aux paysans, tandis que les techniques de taille-douce s'adressaient à une clientèle plus aisée. En musique, l'ars nova polyphonique représenté notamment par les poètes français Philippe de Vitry (d. 1361) et Guillaume de Machaut (d. 1377) remplaça l'ars antiqua caractérisé par le plain-chant.

## Image du Moyen Âge

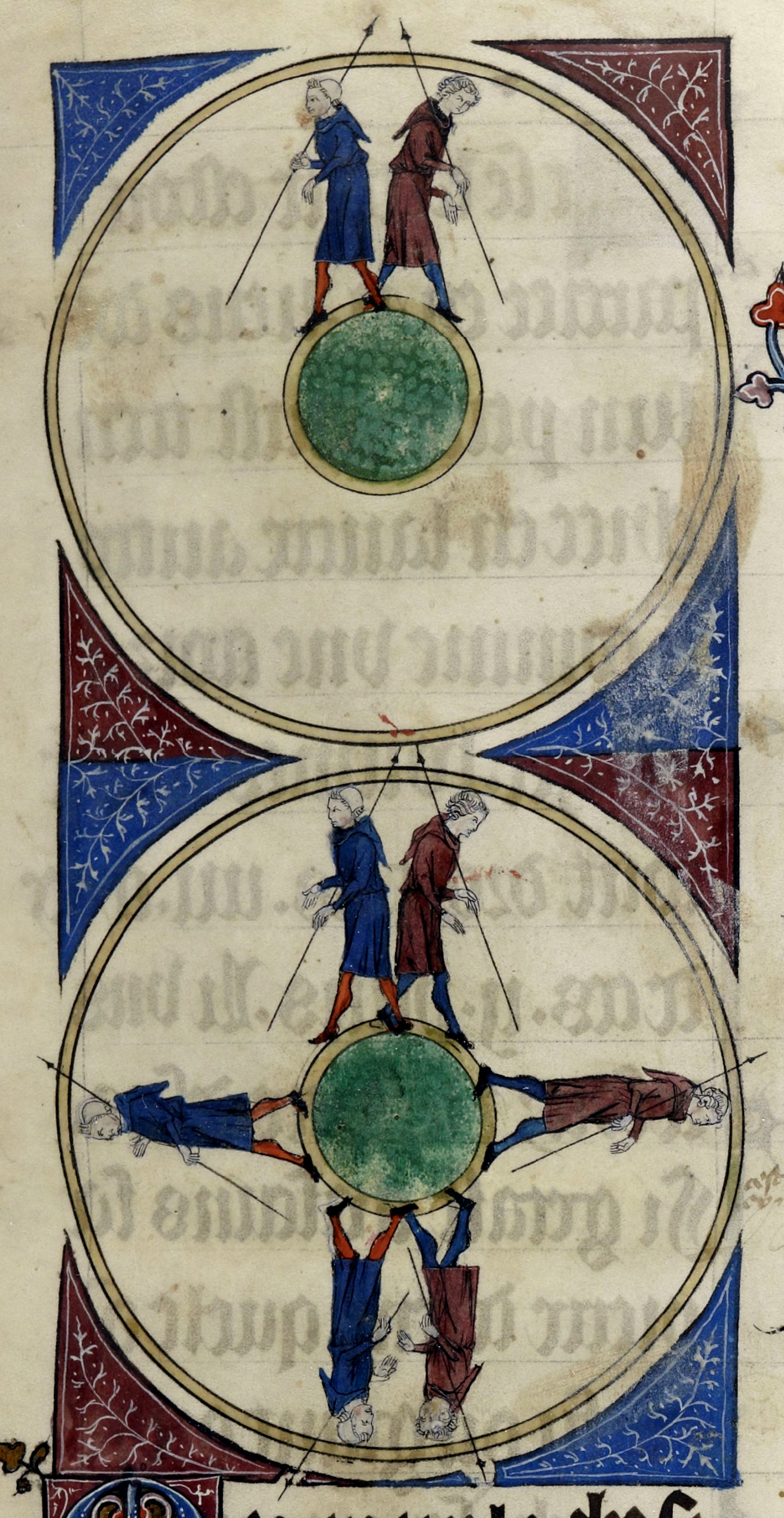
Illustration tirée de L'Image du monde du XIIIe siècle représentant une Terre sphérique.

Le Moyen Âge est fréquemment caricaturé et présenté comme « une période d'ignorance et de superstition » qui plaçait « les paroles des autorités religieuses au-dessus des expériences personnelles et de la réflexion rationnelle ». Cette perception est en partie liée à l'héritage de la Renaissance et des Lumières, quand les intellectuels se définissaient en opposition à cette période. Ceux de la Renaissance, notamment Pétrarque, considéraient le Moyen Âge comme une période de déclin par rapport à la civilisation et à la culture du monde antique qu'ils tenaient en haute estime, tandis que les philosophes des Lumières, pour qui la raison était supérieure à la foi, méprisaient le Moyen Âge et l'importance accordée à la religion. Ainsi, ce que l'on retient trop souvent du Moyen Âge, de sa civilisation, des structures politiques et sociales, des genres de vie et des relations humaines, a été dicté, il y a maintenant déjà très longtemps, par des œuvres de pure propagande, élaborées consciencieusement puis reprises par des foules de polygraphes appliqués à seulement copier, de sorte que de nombreux clichés se retrouvent encore ici ou là dans de simples manuels pour école primaire, dans de beaux livres illustrés destinés à un large public cultivé, et même dans des études plus spécialisées, commentaires par exemple d'ouvrages littéraires ou artistiques.
Cette vision a commencé à être réévaluée à partir du XIXe siècle avec notamment le développement du médiévalisme, qui se traduisit par le style néogothique en architecture, le préraphaélisme en peinture ou le développement de fêtes médiévales. La redécouverte des renaissances médiévales a poussé certains historiens à réévaluer le rôle de la raison durant cette période. Edward Grant écrivit ainsi que « si les pensées rationnelles révolutionnaires furent exprimés [au XVIIIe siècle], cela ne fut possible que grâce à la longue tradition médiévale qui considérait l'usage de la raison comme la plus importante des activités humaines ». De même, David C. Lindberg avança que « l'intellectuel de la fin du Moyen Âge connaissait rarement l'action coercitive de l’Église et se serait considéré comme libre (particulièrement dans les sciences naturelles) de suivre la raison et l'observation, peu importe où elles pouvaient le mener ».
Cependant, la période a fait encore l'objet, pendant tout le XIXe siècle et une bonne partie du XXe siècle de nombreuses idées reçues, à travers certaines notions plus spécifiques. Pierre Riché remet les choses en place sur les fameuses « Terreurs de l'an mille », légende tenace datant de la Renaissance et née sous l'influence des écrits d'un moine gyrovague du XIe siècle, Raoul Glaber, sans référence à d'autres sources ; cette légende a été amplifiée par les historiens du XIXe siècle, parmi lesquels Michelet ; Pierre Riché décrit plutôt la période de l'an mille comme une période de stabilité et de prospérité. L'image négative de la féodalité s'est répandue pendant les Lumières, a culminé au moment de la Révolution lors de l'abolition des privilèges, puis a fait l'objet au XIXe siècle de catalogues d'anecdotes dramatiques et d'abus insupportables, mais sans analyse systématique du phénomène dans son contexte. Une idée fausse, propagée au XIXe siècle et toujours très répandue, rapporte que tout le monde au Moyen Âge croyait que la Terre était plate. En réalité, les universitaires médiévaux connaissaient la rotondité de la Terre, et Lindberg avance « qu'il n'y avait pas un seul érudit chrétien au Moyen Âge qui doutait de la sphéricité [de la Terre] et ne connaissait pas sa circonférence approximative ».
Bien que parfois imaginées, les représentations du Moyen Âge sont beaucoup utilisées pour créer des univers fantastiques. C'est notamment le cas dans les jeux de société ou jeux de rôle. En effet, dans le domaine des jeux, on réemploie souvent les notions d'aventure, d'héroïsme, de quête ou les figures du chevalier qui sont associées au Moyen Âge. Bien que beaucoup de ces univers empruntent à la fantasy, certains jeux de rôle décident d'implanter leur histoire dans un genre historique, qui reprend des faits proches du passé des historiens en y ajoutant parfois une dose de merveilleux pour faciliter le bon déroulement du jeu. C'est le cas par exemple du jeu Pendragon qui emprunte au cycle arthurien ou bien Miles Christi qui emprunte à l'univers de la chrétienté.
Le rayonnement des stéréotypes du Moyen-Âge a donné lieu également à la naissance du médiéval-fantastique, un univers merveilleux dans un monde inventé, inspiré de l'imaginaire de la Terre du Milieu. L'exemple le plus connu de jeu utilisant cet univers est Donjons et Dragons. Bien que les références employées dans ce type de jeux soient loin de la réalité historique, ils utilisent des symboles relevant de notre imaginaire médiéval.